# نظرية التعلق

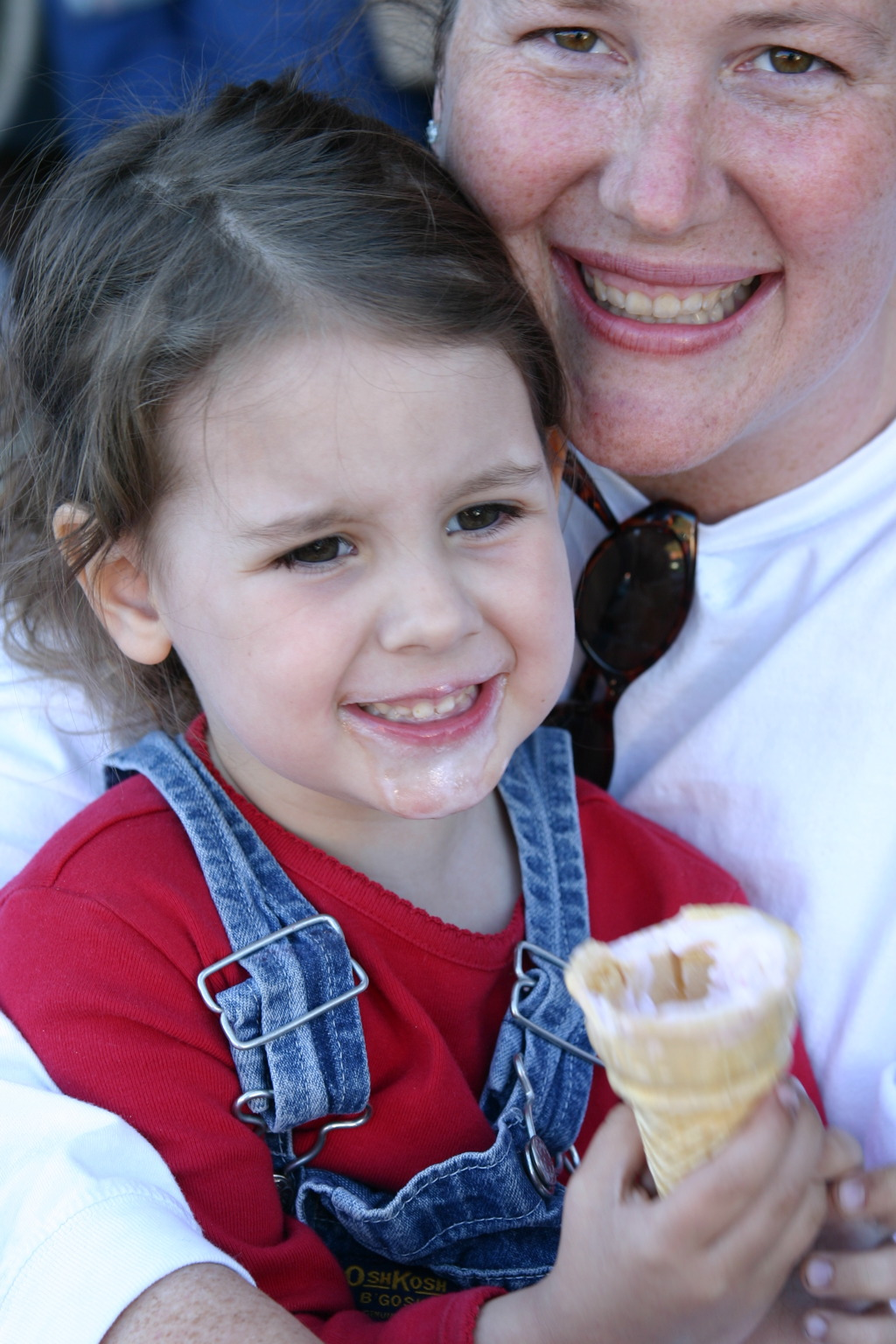
الهدف من نظرية التعلق السلوكي عند الطفل هو الاحتفاظ أو تحقيق التقارب إلى مُقدمي الرعاية، وعادة ما يكون الآباء هم مُقدمي الرعاية.

نظرية التعلق هي نظرية تصف طبيعة العلاقات طويلة المدى بين البشر، وتعتقد بأن الطفل بحاجة إلى تكوين علاقة مع شخص واحد على الأقل من مُقدمي الرعاية لكي يحصل على النمو العاطفي والاجتماعي بطريقة طبيعية. فهي تشرح كيف تؤثر علاقة الطفل بأبويه على نموه. نظرية التعلق هي دراسة متعددة التخصصات، حيث تشمل نظرية التطور وعلم النفس ونظريات علم السلوك الحيواني. وشكلت شريحة الأطفال المشردين والأيتام مشاكل كبيرة عقب الحرب العالمية الثانية. وأشارت منظمة الأمم المتحدة عقب ذلك إلى الطبيب والمحلل النفسي جون بولبي بكتابة كتيب حول هذا الموضوع، والذي يحمل عنوان حرمان الأمومة. وقد تطورت نظرية التعلق كنتيجة لأبحاث بولبي التي تلته.
يتعلق الطفل الرضيع بالأشخاص ذوي الحس المرهف واللذين يستجيبون معه في التفاعلات الاجتماعية، والذين يظلون كمُقدمي رعاية بصفة مستمرة لبضعة أشهر خلال الفترة من 6 أشهر إلى عامين. عندما يبدأ الطفل بالحبو والمشي، يبدأ بإتلاف مقتنيات مُقدمي الرعاية كقاعدة آمنة ينطلق منها لاستكشاف ما حوله والعودة إليهم. تُؤدي استجابات مُقدمي الرعاية للطفل إلى تكون أنماط مختلفة من التعلق، والتي بدورها تُؤدي إلى تكوين نماذج داخلية لدى الطفل التي توجه إدراكه الحسي الفردي وأفكاره ومشاعره وتوقعاته في علاقاته الاجتماعية عند الكبر. ويعتبر قلق الانفصال والحزن الشديد اللذان يتبعان فقدان مُقدم الرعاية ردَّ فعلٍ طبيعياً وتكيفياً من الطفل المتعلق حديثًا. وكلما تطورت هذه السلوكيات كلما زادت إمكانية معافاة الطفل.
يرجع سلوك الطفل وثيق الارتباط بالتعلق إلى سعيه في المقام الأول إلى التقرب من رمز التعلق. ولصياغة نظرية شاملة حول طبيعة الترابط السابق لأوانه، بحث بولبي في مجالات عدة، بما في ذلك علم الأحياء التطوري، ونظرية العلاقة بالموضوع، فرع التحليل النفسي ونظرية الأنظمة ومجالات علم سلوك الحيوان وعلم النفس المعرفي. وبعد وثائق أولية بدءًا من عام 1958، نشر بولبي دراسة شاملة في ثلاثة مجلدات في الفترة من 1969 حتى 1982، على الترتيب: التعلق والانفصال والفقدان.
قدمت عالمة النفس التطويري ماري أينسورث بحثًا فيما بين 1960 و1970، والذي يعزز بدوره المفاهيم الأساسية للنظرية، وقدمت مفهومالقاعدة الآمن وطورت منهجاً لعدد من أنماط التعلق عند الأطفال: التعلق الآمن والتعلق الانطوائي والتعلق القلق/المشوش. وفي وقت لاحق، تمت إضافة نمط رابع للتعلق وهو التعلق المشوش أو غير المنتظم. وفي عام 1980 امتدت النظرية لتشمل التعلق عند البالغين، فسرت علاقات أخرى كإحدى مكونات سلوكيات التعلق. وتشمل هذه التفسيرات علاقات الأقران في كل الأعمار، الجاذبية العاطفية والجنسية، واستجابات لذوي الاحتياجات من الأطفال أو المرضى وكبار السن.
وفي بداية ظهور النظرية، نقد علماء النفس الأكاديمي نظرية بولبي ونبذه مجتمع التحليل النفسي لانحرافه عما تؤمن به مدرسة التحليل النفسي. وعلى الرغم من ذلك، أصبحت نظرية التعلق المنهج السائد الذي يشرح التطور الاجتماعي المبكر، حيث أنه أعطى الفرصة لتدفق هائل في البحث التجريبي في تكوين العلاقات الحميمة عند الأطفال. وقد وُجهت انتقادات للنظرية بعد ذلك والتي تتعلق بحساسية وتعقيد العلاقات الاجتماعية والقصور الذي تسببه التصنيفات غير المترابطة من أنماط التعلق. وقد عُدلت نظرية التعلق بشكل كبير كنتيجة للبحث التحليلي، لكن أفكارها أصبحت مقبولة عمومًا. وشكلت نظرية التعلق قواعد لعلاجات جديدة وأعادت تكوين ما كان موجودًا من قبل، واستخدمت أفكارها في صياغة السياسات الاجتماعية ورعاية الطفل لدعم علاقات التعلق المبكرة لدى الأطفال.

## التعلق

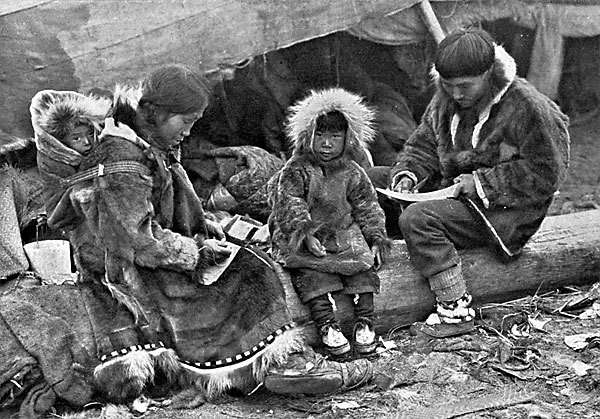
التعلق هو علاقة مستعرضة في كل المجتمعات البشرية، وحتى في غيرها من الثدييات.

التعلق هو رابط أو وثاق عاطفي بين الشخص ومُقدم الرعاية. وتكون مثل هذه الروابط تبادلية بين البالغين، إلا أنها تعتمد على حاجة الطفل إلى الأمن والآمان والحماية بين الطفل ومُقدم الرعاية. وتحتل هذه الاحتياجات المكانة العليا في مراحل النمو المبكر والطفولة. وتفترض النظرية أن الطفل يتعلق بمُقدم الرعاية بصفة غريزية بهدف البقاء من جهة، ولأسباب جوهرية ووراثية من جهة أخرى مثل التطور البدني والاجتماعي والعاطفي، حيث أن الهدف البيولوجي هو البقاء والهدف النفسي هو الأمان. ولكن نظرية التعلق ليست منهجًا استقصائيًا وصفيًا للعلاقات الإنسانية، كما أنها ليست مترادفًا للحب والعواطف، ومع ذلك، فإن هذه العواطف تقتضي الإشارة إلى وجود هذه الآواصر بالفعل. وتُسمى علاقة الطفل بالبالغ تعلقًا، فيما تُسمى علاقة مُقدم الرعاية المبادلة والمساوية له برابط تقديم الرعاية.
يتعلق الطفل بأي مُقدم رعاية دائم التواجد معه، والذي يتميز برقة المشاعر وسرعة الاستجابة معه في المعاملات الاجتماعية، حيث أن نوعية الروابط الاجتماعية تُعد أكثر تأثيرًا من كمية الوقت الذي يُقضى فيها. وبشكل عام، فإن الأم عادة ما تكون رمز التعلق عند الطفل، ومع ذلك، فإنه يُمكن لأي شخص أن يأخذ هذا الدور إذا تصرف مع الطفل بطريقة حميمة وبشكل منتظم لفترة من الزمن. وتشتمل نظرية التعلق على مجموعة من السلوكيات التي تتضمن مشاركة الطفل في المعاملات الحياتية والاستجابة لإشاراتهم بسهولة ويسر. ويتساوى الاّباء مع أي أشخاص آخرين، حيث يمكنهم أن يصبحوا رمزًا أساسيًا للتعلق عند الطفل إذا كانت لديهم القدرة على تلبية احتياجات الطفل وما شابه ذلك من المعاملات الاجتماعية.
يُوجه سلوك التعلق، سعيًا للتقرب، بعض الأطفال تجاه أكثر من مُقدم رعاية، وبمجرد أن يصل لسن الثانية يبدأ بالتفرقة بين مُقدمي الرعاية. وقد تم ترتيب مُقدمي الرعاية في متسلسل هرمي مع وضع مُقدم الرعاية الرئيسي في مُقدمة المتسلسلة. ويكمن الهدف الرئيسي من منظومة التعلق السلوكي في الحفاظ على روابط عدة مع مُقدم رعاية يسهل فهمه والتواصل معه. ويُستخدم مصطلح الإنذار لتنشيط منظومة التعلق السلوكي الذي يسببه الخوف عند الخطر، فيما يُشير القلق إلى الخوف من الانفصال عن مُقدم الرعاية. وتحدث أزمة الانفصال عندما يصبح مُقدم الرعاية غير موجود أو غير مستجيب. ويُسبب الانفصال الجسدي مشاعر القلق والخوف عند الأطفال متبوعًا بالحزن واليأس. ولم يُعد يُشكل الانفصال الجسدي تهديدًا في ارتباط الطفل بمُقدم الرعاية عند سن الثالثة أو الرابعة. وتنشأ التهديدات التي يتعرض لها الأطفال الأكبر سنًا والبالغين عن الغياب لفترات طويلة وانقطاع الاتصال وعدم التقبل العاطفي مع بعض إشارات الرفض أو الهجر.

### السلوكيات

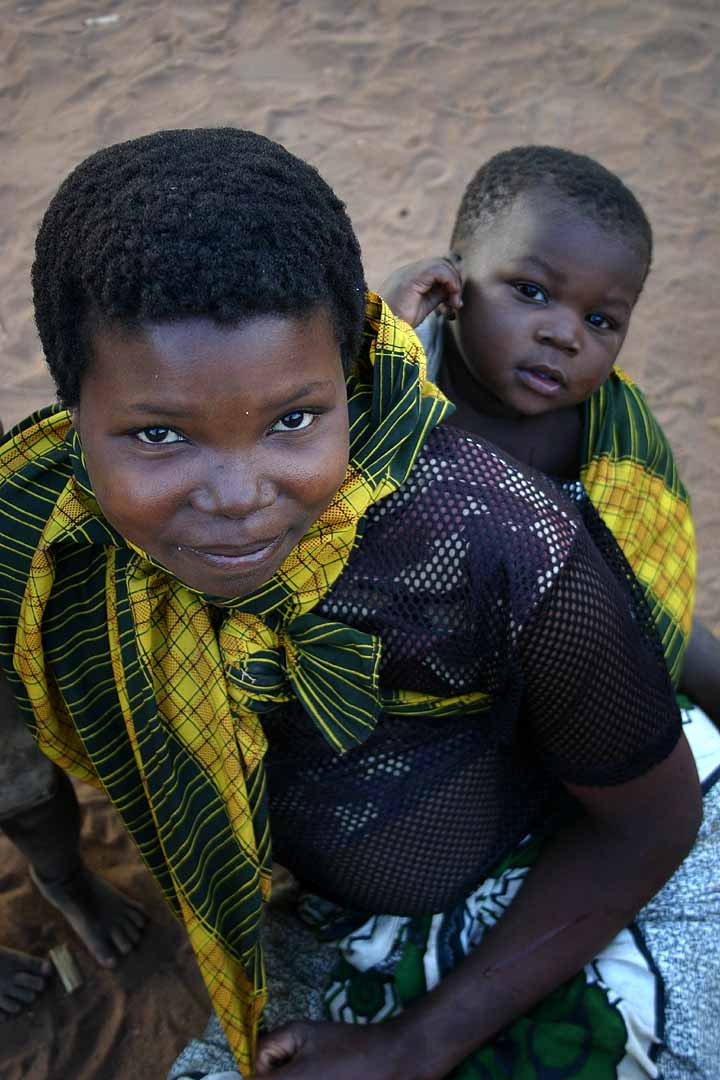
على الرغم من أن الأم عادة ما تكون هي أول مُقدم رعاية للطفل، فإنه يمكن للطفل أن يكن سلوك التعلق تجاه أي مُقدم رعاية يُظهر له رفة المشاعر ويستجيب معه في التعاملات الاجتماعية.

تعمل منظومة التعلق السلوكي على الحفاظ على مُقدم الرعاية مع تحقيق التقرب إليه. وتنشأ سلوكيات ما قبل التعلق في الستة شهور الأولى؛ حيث أنه خلال المرحلة الأولى، في الثماني أسابيع الأولى، يبتسم الطفل ويُصدر أصواتًا ويبكي ليجذب انتباه مُقدم الرعاية. وعلى الرغم من أن الطفل يتعلم التفريق بين مُقدمي الرعاية إلا أنه يقوم بتوجيه هذه السلوكيات لأى شخص على مقربة منه؛ وخلال المرحلة الثانية، من شهرين إلى ستة أشهر، يبدأ الطفل في التفرقة بين المألوف وغير المألوف بالنسبة له من البالغين ويُصبح أكثر استجابة مع مُقدم الرعاية، وقد أضيفت سلوكيات الاتباع والالتصاق كسلوكيات مميزة لهذه المرحلة؛ بينما تتطور معالم التعلق في المرحلة الثالثة، فيما بين عمر الستة أشهر وحتى عامين، حيث تُصبح سلوكيات الطفل تجاه مُقدم الرعاية منظمة، بحيث يعتمد على هدف موجه، ألا وهو الوصول إلى الظروف التي تجعل الطفل يشعر بالأمان. وبنهاية السنة الأولى، يُصبح الطفل قادرًا على إبداء سلسلة من سلوكيات التعلق للحفاظ على التقارب. وتتجلى هذه السلوكيات في الاعتراض على مغادرة مُقدم الرعاية والترحيب بعودته والتشبث به عند الخوف واتباعه حيثما كان. ومع تطور الحركة عند الطفل، يبدأ باستخدام مُقدم أو مُقدمي الرعاية كقاعدة آمنة ينطلق منها لاستكشاف ما حوله. وبدورها، تصبح قدرة الطفل على الاكتشاف أكبرعندما يتواجد مُقدم الرعاية معه، فيكون نظام التعلق عند الطفل أكثر ارتياحًا مما يعطى الطفل الحرية في الاكتشاف. وتظهر سلوكيات التعلق عند الطفل بقوة في غياب مُقدم الرعاية أو في حالة عدم استجابته له.
يمكن أن يُزيد القلق والخوف والمرض والتعب من حدة سلوكيات التعلق لدى الطفل. وبعد إتمامه للعام الثاني، يبدأ الطفل في رؤية مُقدم الرعاية كشخص مستقل، ويبدأ في تكوين علاقة أكثر تعقيدًا، والتي تُصبح في الوقت نفسه بمثابة تصحيح مسار، حيث يبدأ الطفل في ملاحظة أهداف ومشاعر الآخرين ويوجه أفعالهم وفقًا لذلك. وعلى سبيل المثال، عندما يبكي الطفل ذو العامين من الألم لكي يستدعي مُقدم الرعاية، وعندما لا يستجيب له يبكي بصوت أعلى ويصرخ أو يتبعه.

### المعتقدات

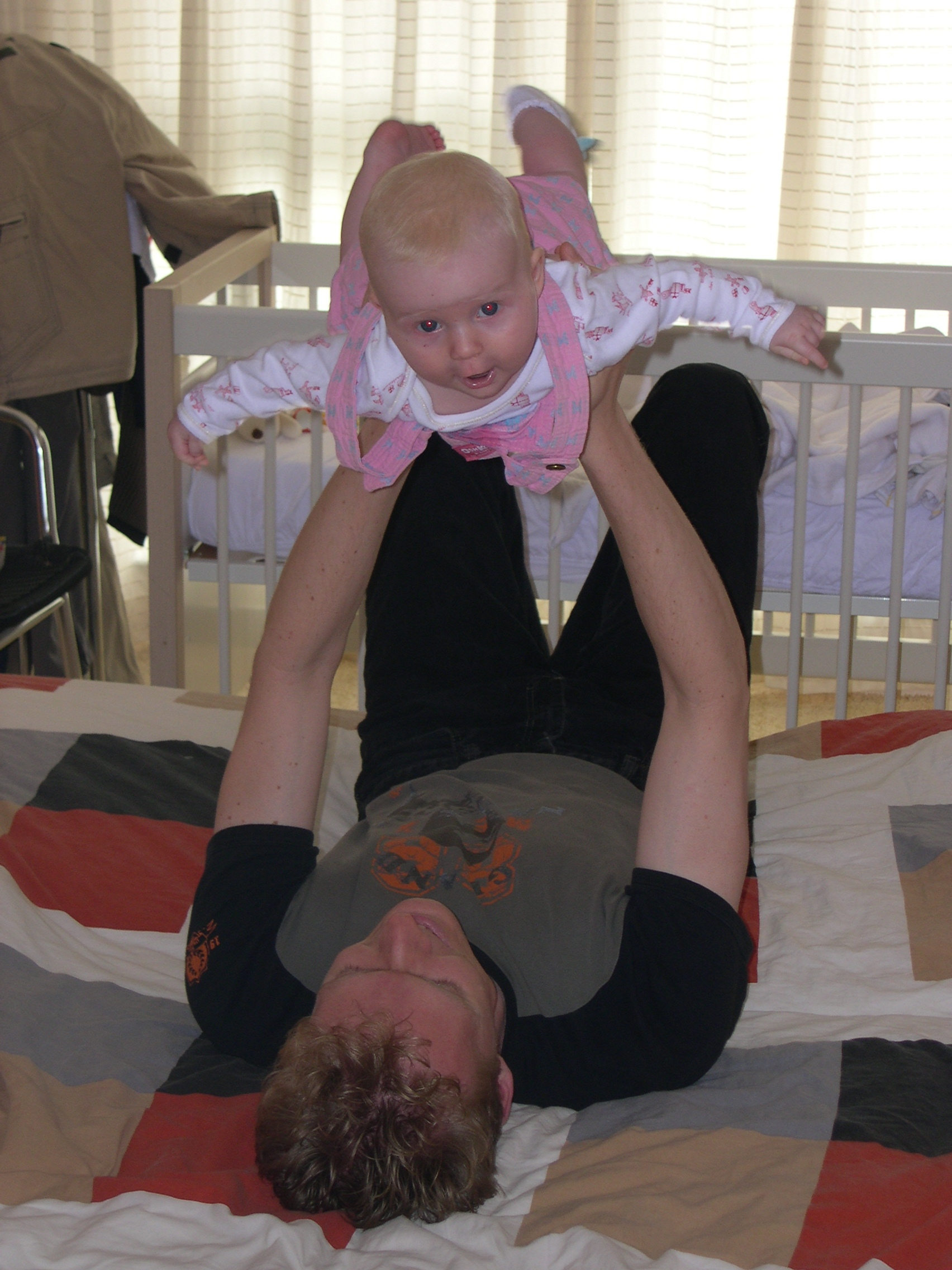
تنشط الخبرات المبكرة مع مُقدم الرعاية نظم التفكير والذكريات والمعتقدات والتوقعات والعواطف تدريجيًا عن الذات وعن الآخرين.

تظهر سلوكيات وعواطف التعلق الشائعة عند معظم رتبة الرئيسيات الاجتماعية بما فيها البشر، لقدرتهم على التكيف. وقد تضمن التطور طويل المدى لهذه الأنواع انتقاء السلوكيات الاجتماعية التي تجعل بقاء الفرد أو المجموعة أكثر احتمالًا. ويتمثل سلوك التعلق الشائع الملاحظ عند الرضع في البقاء بقرب من يألفهم، والذي له مزايا للأمان على بيئة التكيف المبكر، وله المميزات ذاتها على البيئة الحالية. يرى بولبي أن بيئة التكيف المبكر تشبه المجتمعات البدائية الحالية. وهناك ميزة للبقاء في القدرة على الشعور بظروف الخطر مثل عدم الألفة، تركه وحيدًا، أو الاقتراب السريع. ويواصل بولبي رؤيته موضحًا أن السعى للبقاء بقرب مُقدم الرعاية عند مواجهة التهديد هو الهدف الأساسي من منظومة التعلق السلوكي.
نظام التعلق هو أمر مؤثر جدًا، ويُمكن للطفل أن يتعلق بسهولة، حتى في الظروف الأقل مثالية لتكوينه. وعلى الرغم من هذه القوة، إلا أن الانفصال الطويل عن مُقدم الرعاية المألوف - في حالة حدوث تغيرات متكررة في مُقدم الرعاية تحول دون تطوير التعلق - ربما يظهر في صورة اضطراب نفسي عند موقف ما فيما بعد. ولا يميز الأطفال في الأشهر الأولى ممن يتلقون الرعاية سواء كانت من الأم نفسها، أو أشخاصًا آخرين، سواء كان كبيرًا أو صغيرًا، حيث أن أنماط تقديم الرعاية تختلف باختلاف الثقافات الإنسانية، ومنظومة التعلق عند الطفل بطبيعتها مرنة جدًا بحيث يمكنها التكيف مع كل هذه الأنماط. تتطلب عملية تطوير مميزات وسلوكيات أفراد بعينهم المزيد من الوقت، حيث يولونها اهتمامهم ورعايتهم. وعندما يُصبح الطفل قلقًا جراء انفصاله عن مُقدم الرعاية، يُشير ذلك إلى أن الرابط بينهم لم يعد يعتمد على وجود مُقدم الرعاية، بل على طبيعة وجوده.
يرى بولبي أن طبيعة الفترة الأكثر حساسية تكون فيما بين عامين وستة أشهر إلى ثلاثة أعوام، وقد تم تعديلها إلى فترة أقل وفقًا لمنهج كل شيء أو لا شيء. وفي هذه الفترة، تتطور سلوكيات التعلق المنتقاة، إلا أن إطارها الزمني يكون ثابتًا وواسع النطاق، ويكون تأثيرها أقل من ذي قبل. ومع المزيد من الأبحاث، ارتأى الكتاب أن نظرية التعلق تقر بأن التطور الاجتماعي يتأثر بالعلاقات المستقبلية كما يتأثر بالعلاقات المبكرة. وتكون خطوات التعلق المبكر أكثر سهولة إذا كان للطفل مُقدم رعاية واحد، أو كان يتلقى رعاية وقتية من عدد قليل من أناس آخرين. يعتقد بولبي أن معظم الأطفال لديهم أكثر من مُقدم رعاية من الدرجة الأولى، والذين بدورهم يُوجهون لهم سلوكيات التعلق. ولكن لا يتم معاملة هؤلاء الأشخاص المعاملة ذاتها، بل أنه هناك شخص واحد يميل إليه الطفل ويُوجه إليه سلوك التعلق بشكل أساسي. وقد استخدم بولبي مصطلح المونوتروبي لوصف هذا الانحياز لشخص واحد بعينه. وتخلى الباحثون والمنظرون عن هذا المصطلح بقدر ما يمكن أن يُفسر على أن العلاقة مع شخص معين تختلف نوعيًا عن العلاقات مع أشخاص آخرون. وعلى النقيض، فإن التفكير السائد حاليًا يسلم بالتسلسلات الهرمية في العلاقات تسليمًا كاملًا.
تعمل الخبرات المبكرة مع مُقدم الرعاية على تنشيط نظم التفكير والذكريات والمعتقدات والتوقعات والعواطف والسلوكيات تدريجيًا عن الذات وعن الآخرين. ويُسمى هذا النظام بنموذج العمل الداخلي للعلاقات الاجتماعية، والذي يستمر في النمو بمرور الوقت وتزايد الخبرات. وتنظم وتفسر النماذج الداخلية السلوك الخاص بالتعلق في الذات ورمز التعلق وتتنبأ به. وتنشأ النماذج الداخلية عن التغييرات البيئية والتنموية، فهي تدمج القدرة على عكس ووصل علاقات التعلق بين الماضي والمستقبل، حيث تساعد الطفل على توجية أنماط جديدة من التفاعل الاجتماعي، مثل معرفة أن الرضيع يجب أن يُعامل معاملة تختلف عن الطفل الكبير؛ أو أن المعاملة مع ولي الأمر أو المعلم لها نفس الخصائص. تستمر هذه النماذج في التطور والنمو خلال مرحلة البلوغ، لمساعدته في التعامل مع الصداقات والزواج والأبوة وكل المواقف التي تحمل مختلف السلوكيات والمشاعر. ويُعد التطور بمثابة عملية تفاعل شخصي داخل منظور التعلق. ويُمكن التنبؤ ببعض سلوكيات التعلق حيث يظهر تآصلها فيه من خلال بعض سلوكيات الطفولة. وتتغير هذه السلوكيات بتغير السن، فتكون جزء منها عن طريق الخبرات، وجزء آخر من خلال المواقف. وكما تتغير سلوكيات التعلق بتغير السن، تتغير أيضًا بالطرق التي تشكلها العلاقات. ولا يُعرف سلوك الطفل عندما يُلم شمله مع مُقدم الرعاية من كيفية معاملة مُقدم الرعاية للطفل فحسب، بل أيضًا من خلال تاريخ تأثيرات الطفل على مُقدم الرعاية.

## تغيرات تصاحب التعلق خلال مراحل الطفولة والمراهقة
يُحسن السن والنمو المعرفي والخبرات الاجتماعية المستمرة من تطوير وتعقيد نموذج العمل الداخلي لدى الفرد. فيما تفقد السلوكيات المرتبطة بالتعلق بعض الخصائص المميزة لها كما في مرحلة الرضاعة والطفولة، وتتخذ صفة ميول مرتبطة بالسن، حيث تتضمن مرحلة ما قبل المدرسة استخدام الطفل أساليب التفاوض والمساومة. وعلى سبيل المثال، لا يُصاب الطفل ذو الأربع سنوات بالإحباط والاكتئاب كنتيجة للانفصال إذا تشارك مع مُقدم الرعاية في وضع خطة محددة للانفصال والعودة.

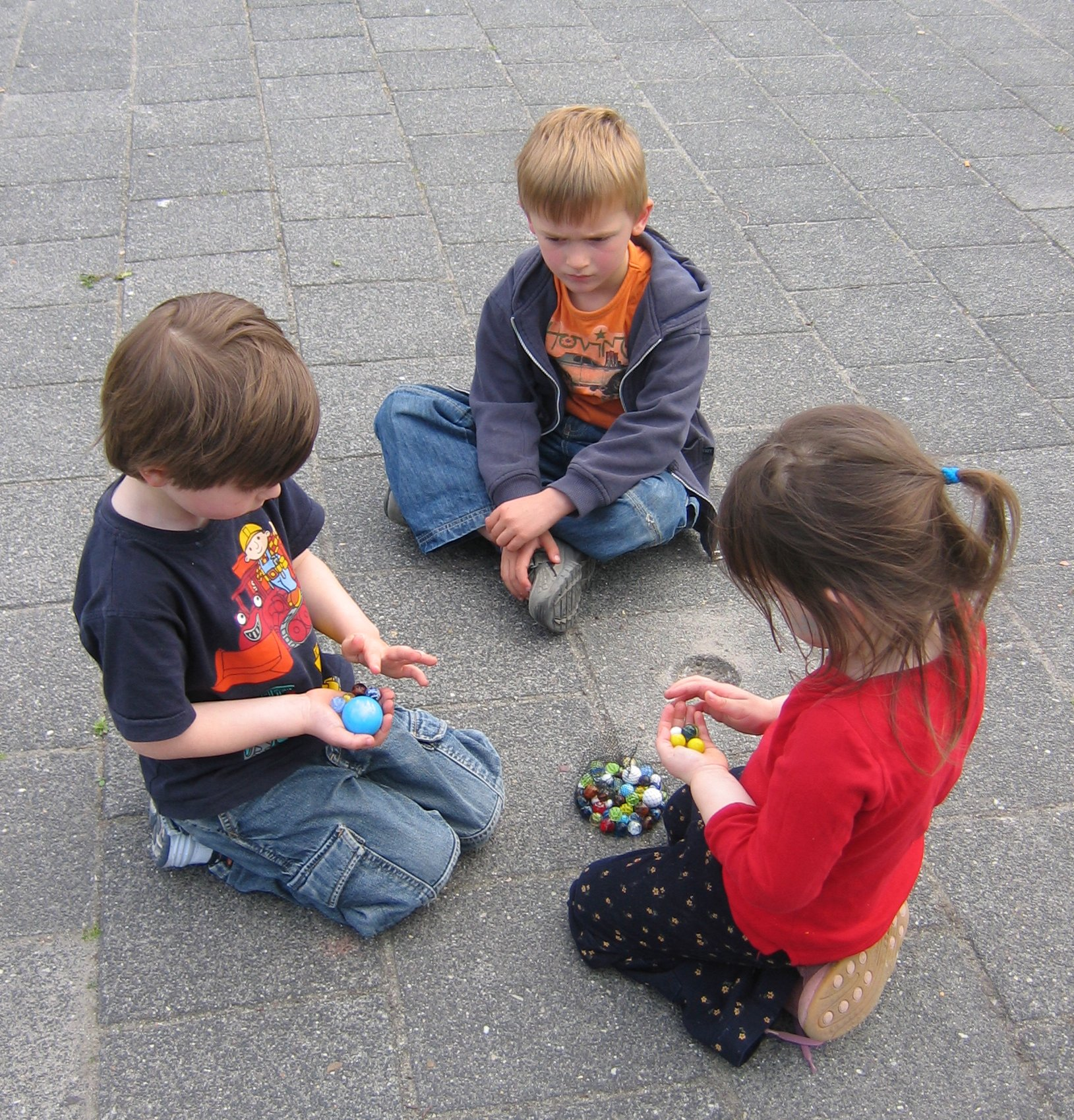
يُصبح الأقران ذوات أهمية في منتصف مرحلة الطفولة ويكون لهم تأثير مميز عن تأثير الآباء.

وبطريقة ذهنية، أصبحت هذه السلوكيات مدمجة في نموذج العمل الداخلي لاستخدامها مع الأطفال والبالغين بعد ذلك. وبانتقال الطفل إلى سنوات الدراسة، تقريبًا في سن السادسة، يُطور معظم الأطفال عملية شراكة متبادلة مع الآباء. وفيها يحاول كل طرف الوصول إلى حل وسط للحفاظ على علاقة مُرضية. وفي منتصف الطفولة، يتغير هدف منظومة التعلق السلوكي من القرب من رمز التعلق إلى مدى إتاحته ووجوده. وبشكل عام، يُقنع الطفل بالانفصال الطويل أو الاتصال المشروط إذا أتيح له، أو إمكانية لم الشمل الجسدي إذا لزم الأمر. وبتتابع الأمر، تنخفض سلوكيات التعلق مثل التشبث والاتباع ويزداد الاعتماد على النفس. ومن المحتمل في منتصف مرحلة الطفولة، فيما بين عامه السابع والحادي عشر، حدوث تحول نحو النظام المتبادل في التواصل مع مُقدم الرعاية، وفيها يتم التفاوض بين مُقدم الرعاية والطفل بغية إيجاد طرق للحفاظ على التواصل والإشراف بطريقة ودية، بينما يسير الطفل نحو درجة أكبر من الاستقلالية.
في مرحلة الطفولة المبكرة، يظل الآباء مركز عالم الطفل الاجتماعي، حتى ولو أنهم يقضون وقت أطول في مؤسسات الرعاية البديلة. ويقل هذا تدريجيًا، ولاسيما عند دخول الطفل مرحلة الدراسة. ويتم تقييم نماذج التعلق عند الأطفال الصغار فيما يتعلق بأفراد معينين، مثل الآباء أو مُقدمي الرعاية الآخرين، ويبدو أن هناك ثمة أمر ما يقيد تفكيرهم، مما يحد بدوره من قدرتهم على دمج خبرات العلاقات في نموذج عام واحد. عادة ما يبدأ الطفل بتطوير نموذج عام واحد من علاقات التعلق خلال المراهقة، على الرغم من إمكانية حدوثة في الطفولة المتوسطة.
تلعب علاقات الأقران دورًا مؤثرًا وملموسًا على الطفل أكثر من علاقات الآباء بالطفل، حيث أن الأخيرة تُؤثر على تكوين علاقات الأقران عند الطفل. وتُشير الدلائل أن الأقران لا يصبحون رمزًا للتعلق، على الرغم من أهميتهم في الطفولة المتوسطة، لكن ربما يواجه الأطفال سلوك التعلق إذا لم يتواجد الآباء. ويكون دور الآباء منصبًا على التواجد مع الأبناء في مرحلة المراهقة عند الحاجة، بينما يقوم المراهق برحلاته القصيرة في العالم الخارجي.

## أنماط التعلق
الكثير من نظرية التعلق شكلتها مناهج ماري أينسورث الابتكارية والدراسات القائمة على الملاحظة، والتي تم مباشرتها بدقة في اسكتلندا وأوغندا. وأدى عمل أينسورث إلى توسيع نطاق مفاهيم النظرية وتمكين الاختبار التجريبي من المبادئ التي يسير على نهجها. أجرت أينسورث بحثًا يعتمد على الملاحظة على زوج من أب وطفل خلال السنة الأولى للطفل، اعتمادًا على صياغة بولبي الأولية للنظرية، بحيث تشمل زيارات منزلية مطولة مع دراية بالسلوكيات في مواقف معينة. وتم نشر هذا البحث مبكرًا عام 1967 في كتاب عنوانه الطفولة في أوغندا. حددت أينسورث ثلاثة أنواع نمطية يمارسها الطفل مع رموز التعلق: آمن، غير آمن/انطوائي (غير آمن) وقلق/مضطرب (غير آمن). ابتكرت أينسورث إجراءًا عُرف ببروتوكول الموقف الغريب كجزء من دراستها الأكبر، لتقييم سلوك الانفصال والعودة. وتُعد هي وحدة القياس الموحدة لتقييم أنماط التعلق عند الأطفال والرضع. ويُظهر الإجراء كيف يستخدم الطفل مُقدم الرعاية كمصدر للآمان، عبر خلقه ضغط صُمم لتفعيل سلوك التعلق عند الطفل. ويتم وضع مُقدم الرعاية والطفل في غرفة للعب غير مألوفة، بينما يُسجل الباحث سلوكيات معينة، وتتم الملاحظة من خلال مرآة أحادية الاتجاه. وفي ثماني مقابلات مختلفة، يتم اختبار الطفل عند الانفصال والعودة عن مُقدم الرعاية، وفي حضور شخص غير مألوف.
جذبت أعمال أينسورث العديد من الدارسين في الولايات المتحدة إلى مجال البحث ذاته، حيث تحدت هيمنة السلوكية. فقامت ماري مين بالعديد من الأبحاث مع زملائها في جامعة كاليفورنيا، لتعريف نمط رابع للتعلق، أسموه التعلق المشوش أو غير المنتظم. ويعكس هذا الاسم فقر هؤلاء الأطفال إلى إستراتيجية التفاعل المترابط.
يتطور التعلق اعتمادًا على نوعية الرعاية التي يتلقاها الطفل. ويضم كل نمط من أنماط التعلق خصائص معينة من السلوكيات، كما هو موضح في الجدول التالي.
| نمط التعلق      | الطفل | مُقدم الرعاية                                                                                         |
| --------------- | --- | --- |
| آمن             | يُستخدم مُقدم الرعاية كقاعدة آمنة للاستكشاف، وينزعج عند مغادرة مُقدم الرعاية ويسعى للبقاء بالقرب منه، ويشعر بالارتياح عند عودته، ويعود للاستكشاف. ربما يشعر بارتياح مع شخص غريب، لكنه يُظهر ميل واضح لمُقدم الرعاية. | يستجيب بشكل مناسب، وعلى وجة السرعة بانتظام لاحتياجاته. ينجح في تكوين علاقة تعلق أبوي آمن مع الطفل.   |
| غير آمن/انطوائي | قليل الميل إلى اللعب. اعتراضه على مغادرة أو عودة مُقدم الرعاية قليلة أو معدومة. يظهر تجاهلًا أو يُعرض عن مُقدم الرعاية مع عدم بذل أي جهد للحفاظ على التواصل معه إن وجد. يُعامل الغريب كمُقدم الرعاية. يشعر الطفل بعدم وجود تعلق؛ فيصبح متمردًا وتنخفض لديه الصورة الذاتية واحترام الذات.                                                                 | قليل أو عديم الاستجابة لقلق الطفل. لا يشجع على البكاء ويشجع على الاستقلالية.                         |
| قلق/ مضطرب      | غير قادر على استخدام مُقدم الرعاية كقاعدة آمنة، يسعى إلى التقرب قبل حدوث الانفصال. يحزن عند الانفصال مع تناقض وغضب، ويُصاحب ذلك الإعراض عن مُقدم الرعاية وعن اللعب. ينشغل بوجود مُقدم الرعاية، يسعى للاتصال، لكنه يُقاوم بغضب عندما يتحقق ذلك. لا يُمكن لأي غريب تهدئته بسهولة. في هذه العلاقة، يشعر الطفل دائمًا بالقلق لأن وجود مُقدم الرعاية غير متسق. | غير منتظم بين الاستجابات المناسبة والإهمال. بشكل عام، لا يستجيب إلا بعد زيادة سلوك التعلق عند الطفل. |
| مشوش/غير منتظم  | له سلوكيات معينة عند عودة مُقدم الرعاية مثل التصلب أو التجمد. يظهر لديه فقدان إستراتيجية التعلق المترابط عن طريق التناقض، وسلوكيات التشوش مثل العودة إلى الوراء عند الاقتراب. | مخيف أو يُصدر سلوكيات مخيفة مثل التدخل والانسحاب والسلبية، أخطاء في التواصل وسوء المعاملة مع الطفل.   |

يختلف وجود التعلق عن نوعيته. يُكون الأطفال التعلقات إذا كان هناك من يتفاعل معهم حتى إذا تم التعامل معهم بطريقة خاطئة. وتعكس الفروق الفردية في العلاقات تاريخ الرعاية بالطفل، حيث يبدأ الطفل في توقع سلوك مُقدم الرعاية من خلال تكرار التعاملات. ويكون التركيز على تنظيم أنماط التعلق أكثر من مقدار سلوكيات التعلق. بشكل عام، ليست أنماط التعلق الآمن هي الأفضل لأنها تعمل على التخلي عن الاستكشاف، والثقة بالذات، والسيطرة على البيئة. فيما تُعد الأنماط غير الآمنة تكيفية أيضًا، لكونها استجابة ملائمة لعدم استجابة مُقدم الرعاية.
يمكن تصنيف حوالي 65% من إجمالي الأطفال تحت نمط التعلق الآمن، فيما يُوزع 35% بين التصنيفات غير الآمنة. يسعى البحث التجريبي إلى اكتشاف مدى تنبؤ الآباء بتصنيفات أبناءهم. ووُجد أن تصورات الوالدين عن علاقات التعلق الخاصة بهما في الطفولة مسؤولة عن التنبؤ بتصنيفات أبنائهم بنسبة 75%.
ارتفعت نسبة استقرار تصنيفات التعلق على المدى القصير، ولكنها أصبحت أقل بمرور وقت أطول. ويبدو أن الثبات في التصنيفات متصل بالثبات في شروط تقديم الرعاية. بيد أن الضغوط الاجتماعية أو أحداث الحياة السلبية مثل المرض والموت والطلاق وسوء المعاملة تكون لها صلة باستقرار أنماط التعلق من الطفولة إلى البلوغ المبكر، وبدقة أكثر من الآمن إلى غير الآمن. وعلى العكس، فإن هذه الصعوبات قد تعكس أحيانًا اضطرابات معينة في حياة الناس، والتي يُمكن أن تتغير. في بعض الأحيان، تتغير استجابات الآباء مع نمو الطفل، مما قد يغير التصنيف من غير آمن إلى آمن. يمكن القيام بتغييرات أساسية، وتظهر جلية بعد مرور المرحلة المبكرة الحرجة. وتكون نسبة تطور التعلق الآمن لدى الأطفال المهملين والذين يساء معاملتهم جسديًا أقل، ويجعلهم التصنيف غير الآمن أكثر ميلًا للعناد خلال سنوات ما قبل الدراسة. يرتبط الإهمال وحده بأنماط التعلق غير الآمن، وتتصاعد معدلات التعلق غير المنتظم بدرجة ملحوظة بين الأطفال الذين يساء معاملتهم.
تعقد الوضع بسبب الصعوبات في تقييم تصنيفات التعلق عند الفئات العمرية الأكبر سنًا. ويمكن تطبيق إجراء الموقف الغريب فقط على الأطفال ما بين 12 إلى 18 شهرًا؛ وهناك قوالب للأطفال في مرحلة ما قبل الدراسة. لقد تم تطوير أساليب التي تسمح بالاستكشاف الشفهي للقدرة العقلية للطفل فيما يتعلق بالتعلق. ومن أمثلة ذلك تقنية جذر القصة، وفيها يتم إعطاء الطفل بداية لقصة ما والتي تثير قضايا التعلق ويُطلب منه أن يضع لها نهاية. تستخدم المقابلات شبة المنظمة مع الأطفال الكبار والمراهقين والبالغين، التي تعتمد على أسلوب تبديل المحتوى، والذي لا يقل أهمية عن المحتوى نفسه. مع ذلك، لا توجد مقاييس ثابتة للتعلق في مراحل الطفولة المتوسطة والمراهقة المبكرة، والتي تكون تقريبًا من 7 إلى 13 عامًا.
شكك بعض الكتاب في فكرة أن علم التصنيف الطبقي يُمكن تطويره، والذي يقدم اختلاف نوعي في علاقات التعلق. وقد أظهرت دراسة على 1.139 طفلًا في عمر الـ 15 أشهر أن التنوع في استمرارية أنماط التعلق أفضل من تجميعها. ويقدم هذا النقد تساؤلات هامة حول التصنيف النوعي وآليات الأنواع الظاهرة. مع ذلك، فإن لهذا النقد صلة قليلة نسبيًا بنظرية التعلق نفسها، والذي لا يتطلب ولا يتوقع أنماط منفصلة من التعلق.

### مفهوم أنماط التعلق
هناك مجموعة موسعة من الأبحاث تشرح وجود علاقة هامة بين أنماط التعلق وعمل الطفل في مختلف المجالات. ليست بالضرورة أن يتنبأ التعلق المبكر غير الآمن بالصعوبات، لأنه يمكن حدوثها بالفعل للطفل، خاصة إذا استمرت السلوكيات الأبوية مع الطفل خلال مرحلة الطفولة. بالمقارنة مع الطفل المتعلق بأمان، يبدو أن توافق الطفل غير الآمن مع كثير من مجالات الحياة ليس قائمًا على أسس سليمة، مما يضع علاقته المستقبلية في خطر. على الرغم من أن هذه العلاقة لم يتم التوصل إليها بالبحث، ويتضح أن هناك تأثيرات أخرى إلى جانب التعلق، ويبدو أن الأطفال الآمنين هم الأكثر ملائمة ليكونوا مؤهلين اجتماعيًا من أقرانهم غير الآمنين. يجعل تأثير العلاقات المكونة مع الأقران الطفل أكثر قابلية لاكتساب مهارات اجتماعية، مع تنميته الفكرية وتشكيل هويته الاجتماعية. وقد وُجد أن تصنيف حالات أقران الأطفال، مثل الاجتماعي والمتجاهل أو المرفوض، ينبئ بالتطورات اللاحقة. ويُعد الأطفال غير الآمنين، خاصة الانطوائيين، هم أكثر عرضة لمخاطر الأسرة، حيث تزداد مشاكلهم السلوكية والاجتماعية أو تنخفض مع تدهور أو تطور المعاملة الأبوية. وبذلك، يبدو التعلق الآمن المبكر وكأنه يلعب وظيفة الحماية الدائمة. ربما تُؤدي الخبرات المتكررة في التعلق مع رموز الأبوة إلى تغير مسار التنمية عند الطفل.
يُعد التعلق غير المنتظم هو النمط الأكثر أهمية، حيث أن هناك نسبة 80% من الأطفال الذين أُسيء معاملتهم هم أقرب إلى التصنيف ضمن التعلق غير المنتظم، وعلى العكس، فإن هناك نسبة 12% لنماذج لم يتم الإساءة إليهم. فيما صُنف نسبة 15% فقط ممن أُسيء معاملتهم ضمن التصنيف الآمن. ويميل الأطفال في التعلق غير المنتظم إلى إظهار اضطراب ملحوظ في أنماط العلاقات في الطفولة. ويُمكن وصف علاقاتهم اللاحقة مع الأقران بنمط المكافحة أو الهروب من العنف والعزلة المتبادلة. عادة ما يُؤدي سوء معاملة الأطفال إلى سوء معاملة الوالدين فيما بعد. ويصل أقلية من الأطفال الذين أُسيء معاملتهم إلى نمط التعلق الآمن، حيث العلاقات الجيدة مع أقرانهم، وعدم الإساءة في معاملة آبائهم. تُعتبر العلاقة بين التعلق الآمن، خاصة النمط غير المنتظم، ونشأة علم نفس الأمراض في الطفولة قوية جدًا، على الرغم من عدم تمثيله خطرًا محددًا على مشاكل المستقبل ولا على علم الأمراض ولا سببًا مباشرًا مع علم الأمراض. يبدو الطفل المشوش، داخل غرفة الدراسة، وكأنه في مهمة خطرة ليبطن اضطراباته، ويُظهر الأطفال الانطوائيين وغير المنتظمين اضطراباتهم.
ربما تُوجد أحد تفسيرات تأثير تصنيفات التعلق في تقنية نموذج العمل الداخلي، حيث أن نماذج العمل ليست فقط صورًا بل أيضًا تُشير إلى العواطف المثارة، فهي تمكن الشخص من توقع وتفسير سلوكيات الآخرين ووضع رد فعل مناسب. إذا أعتاد الطفل على أن مُقدم الرعاية هو مصدر الأمان والدعم، يُصبح قادرًا على تطوير صورة الذات بصورة إيجابية ويتوقع ردود فعل إيجابية من الآخرين. على النقيض، فإن الطفل المعرض لسوء معاملة مع مُقدم الرعاية ربما يُبطن صورة سلبية عن الذات ويُعمم توقعات سلبية في العلاقات الأخرى. تُظهر نماذج العمل الداخلية التي يعتمد عليها سلوك التعلق درجة الاستمرارية والاستقرار. يُمكن أن يقع الأطفال تحت التصنيف نفسه تبعًا لمُقدمي الرعاية الأساسيين، حيث أن نماذج العمل الداخلية لدى مُقدمي الرعاية تؤثر على طريقة العلاقة مع الأطفال. وقد لوحظ أن هذا التأثير يستمر خلال ثلاثة أجيال. يعتقد بولبي أن النماذج المبكرة المتكونة هي أكثر صمودًا لوجودها في اللا وعي. ومع ذلك، فإن هذه النماذج تُعد مُغلقة وغير قابلة لتغيير خبرات العلاقات اللاحقة. وهناك أقلية من الأطفال لديها تصنيفات تعلق مختلفة مع مُقدمي رعاية مختلفين.
هناك بعض الدلائل التي تُشير إلى أن اختلاف الجنس في أنماط التعلق له أهمية في التكيف، والتي تبدأ في الظهور في الطفولة المتوسطة. يؤؤل التعلق غير الآمن والضغط النفسي الاجتماعي المبكر إلى وجود خطر بيئي مثل الفقر والأمراض الجسدية وحالات القصور والعنف. ويُمكن أن يرجع الفضل في تطور الإستراتيجيات إلى الإنجاب المبكر. مع ذلك، فإن الأنماط المختلفة لها أهمية تكيفية للذكور والإناث على حد سواء. تميل الذكور غير الآمنة إلى اتخاذ أنماط الانطوائية، فيما تميل الإناث غير الآمنة إلى اتخاذ أنماط القلق المضطرب، إذا لم يكُنّ في بيئة شديدة الخطر. عرض عنفوان التكظر باعتباره تقنية هرمونية مسؤلة عن إعادة تنظيم التعلق غير الآمن في الطفولة المتوسطة.

## التعلق عند البالغين
اتسعت نظرية التعلق لتشمل العلاقات العاطفية عند البالغين في أواخر الثمانينات بواسطة سيندي هازان وفيليب شيفر. وتم تعريف أربعة أنواع من التعلق عند البالغين: آمن، غير آمن/مضطرب، قلق/انطوائي، غير منتظم/مشوش. وتتوافق هذه الأنماط بشدة مع تصنيفات أنماط التعلق عند الأطفال: آمن، قلق/مضطرب، غير آمن/انطوائي، مشوش/غير منتظم.

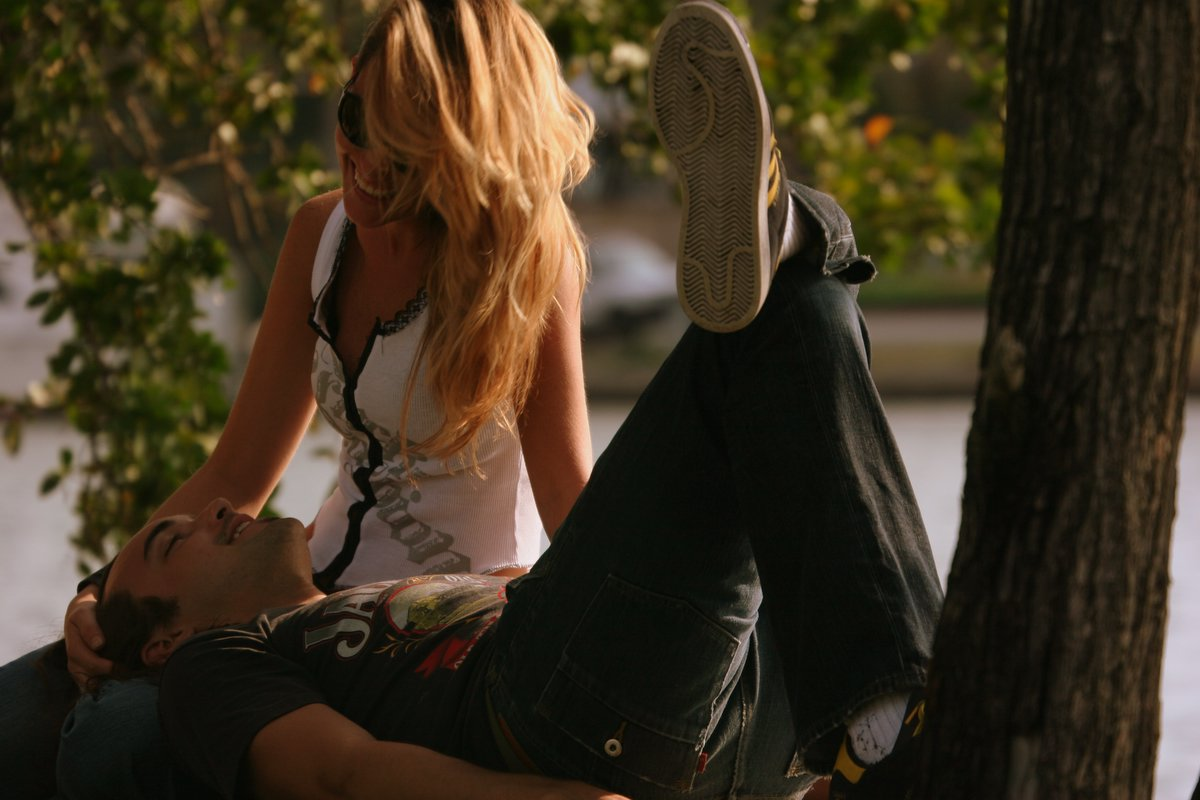
تتوافق أنماط التعلق في العلاقات العاطفية عند البالغين بشدة مع أنماط التعلق عند الأطفال، لكن البالغين يمكنهم حمل نماذج عمل داخلية مختلفة لمختلف العلاقات.

يميل البالغون المتعلقون تعلقًا آمنًا إلى اتخاذ فكرة إيجابية عن أنفسهم، وعن شركائهم وعلاقاتهم. فهم يشعرون بالراحة عند تحقق التوازن بين الحميمية والاستقلالية. يسعى البالغ في التعلق القلق/المضطرب إلى بلوغ مستوى عالٍ من الحميمية والاستحسان والاستجابة الكلية من الشريك، ويُصبح معتمد عليه بشكل مفرط. فهو يميل إلى قلة الثقة واتخاذ أفكار إيجابية أقل عن ذاته وعن شريكه، فربما يظهر درجات عالية من التعبير العاطفي والقلق والاندفاع في علاقته، بينما في حالة التعلق الرافض/الانطوائي يسعى البالغ إلى الوصول لدرجة كبيرة من الاستقلالية، وعادة ما يظهر تجنبًا تامًا للتعلق. وعادة ما يشعر بالاكتفاء الذاتي، ويرى نفسه محصنًا ضد مشاعر القلق، وبأنه لا يحتاج إلى علاقات حميمة. فهم يميلون إلى كبت مشاعرهم، وعادة ما يبتعدون عن شركائهم باستخدام أسباب واهية. يظهر في البالغين ذوي التعلق القلق/الانطوائي مشاعر مختلطة عن العلاقات الحميمة، فهم لا يشعرون بالراحة عند التقارب العاطفي، فهم يميلون إلى عدم الوثوق في شركائهم ويرون أنفسهم عديمي القيمة، ومثله مثل التعلق الرافض/الانطوائي، يميل بالغو التعلق القلق/الانطوائي إلى كبت مشاعرهم والسعي إلى بلوغ درجة أقل من التقارب العاطفي الحميمي.
تمت دراسة جانبين أساسيين في نظرية التعلق عند البالغين. وهم تنظيم واستقرار نماذج العمل الذهنية التي تعتمد عليها أنماط التعلق، والتي اكتشفها علماء النفس الاجتماعيين المهتمين بالتعلق العاطفي. يهتم علماء النفس التطوري بالحالة الذهنية للفرد فيما يتعلق بالتعلق عمومًا، والذي يستكشف كيفية تأثير التعلق على سير العلاقات ونتائج تأثيرات العلاقة. ويُعد التنظيم في نماذج العمل الذهنية أكثر استقرارًا، بينما تكون الحالة العقلية متقلبة فيما يتعلق بالتعلق. ناقش بعض الكًتاب أن البالغين لا يحملون نموذجًا واحدًا فقط من نماذج العمل. عوضًا عن ذلك، فهم لديهم قواعد أساسية عن علاقات التعلق عمومًا. على صعيد آخر، فهم يحملون المعلومات عن علاقات معينة أو أحداث العلاقات، وهذه المعلومات يجب أن تكون متسقة على مختلف الأحوال. يمكن للأفراد، بعد ذلك، حمل عدة نماذج من العمل الداخلي للعلاقات المختلفة.
هناك عدة قياسات مختلفة لتعلق البالغين، والقياس الأكثر شيوعًا هو استبيان تقرير شخصي وجلسات مشفرة معتمدة على الجلسات مع البالغ. تم تطوير القياسات مبدئيًا كأداة بحث لعدة أغراض وعنونة مجالات مختلفة، فعلى سبيل المثال، تُوجد العلاقات العاطفية والعلاقات الأبوية أو علاقات الأقران. ويُصنف البعض الحالة العقلية للبالغ فيما يتعلق بالتعلق وأنماط التعلق بالإشارة إلى خبرات الطفولة، بينما يقيم آخرون سلوكيات العلاقة والأمان فيما يتعلق بالآباء والأقران.

## تاريخ النظريات التي استمدت منها نظرية التعلق

### نظريات مبكرة
عُرف مفهوم التعلق العاطفي عند الأطفال بمُقدمي الرعاية بالحكاية عبر مئات السنين. في أواخر القرن التاسع عشر وما بعده، اقترح علماء النفس وعلماء الأمراض النفسية نظريات عن وجود وطبيعة العلاقات المبكرة. أعطت نظرية سيجموند فرويد المبكرة القليل عن علاقة الطفل مع الأم، والتي تفترض أن ثدي الأم هو مصدر الحب. ونسب لها علماء نظرية فرويد محاولات الطفل للبقاء بقرب الشخص المألوف له إلى دافع تعلمه من خلال التغذية وإشباع الرغبة الجنسية. وفي الثلاثينات، أكد عالم النفس التطوري أيان سوت أن احتياج الطفل إلى العاطفة هو احتياج أساسي، ولا يعتمد على الجوع أو الإشباعات الجنسية. ثم أكد عالم النفس الكندي ومعلم ماري أينسورث، ويليام بلاتز على أهمية تطوير العلاقات الاجتماعية. وأكد بلاتز أن الحاجة إلى الأمان ما هي إلا جزء طبيعي موجود بالشخصية، مثل استخدام الآخرين كقاعدة آمنة. وقد ركز الباحثون في فترة الأربعينات وما بعدها على القلق الناتج عن التهديد بالانفصال عن مُقدم الرعاية المألوف عند الأطفال والرضع.
كانت الاعتمادية نظرية سائدة في وقت تطور نظرية التعلق لبولبي. وتفترض هذه النظرية أن الطفل يعتمد على مُقدمي الرعاية البالغين، ولكنها تزداد مع نمو الطفل خلال فترة الطفولة المبكرة؛ وهكذا تصبح فترة سلوك التعلق متردية عند الأطفال الأكبر سنًا. وأيضًا تضيف أن الأطفال الأكبر سنًا والبالغين يستبقون سلوك التعلق، ويظهرونه فقط عند المواقف شديدة الضغط. بينما في الواقع، يعتمد التعلق الآمن بالاستكشاف المستقل أكثر من الاعتمادية. وطور بولبي نظرية التعلق كنتيجة لعدم رضاه عن النظريات الموجودة عن العلاقات المبكرة.

### الحرمان من عاطفة الأمومة

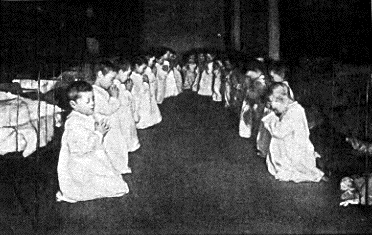
وقت الصلاة في منزل الخمس نقاط في حضانة بها حجرات نوم داخلية، 1888. تم نشر نظرية الحرمان من الأمومة في عام 1951، والتي سببت بدورها ثورة في استخدام الحضانات الداخلية.

أثرت الفكرة الأولية لمدرسة التحليل النفسي نظرية العلاقة بالموضوع لميلاني كلاين على وجه الخصوص على بولبي. ومع ذلك، رفض بولبي معتقد التحليل النفسي السائد بأن الطفل يستجيب تبعًا لخياله الداخلي أكثر من أحداث الحياة الواقعية. وتأثر بولبي عند صياغته لمفاهيم نظريته بدراسة حالات المذنبين والأطفال المهملين والمضطربين، مثل تلك التي كانت مع ويليام جولدفار، والتي تم نشرها بين عامي 19343 و1945.
لاحظ رينيه سبيتز، الذي عاصر بولبي حزن الأطفال المنفصلين، وافترض أن نتائج السمو النفسي قد تم وضعها عن طريق خبرات غير متسقة عن الرعاية المبكرة. وكان للفيلم السينمائي الذي عرضه المحلل النفسي جيمس روبرتسون عن آثار الانفصال على الأطفال في المستشفى تأثيرًا كبيرًا. واشترك كل من روبرتسون وبولبي في عمل الفيلم الوثائقي ذو العامين الذي يذهب إلى المستشفى عام 1952، والذي كان وسيلة لحملة تهدف إلى تغيير قوانين زيارات الآباء للملجأ.
وفي رسالته العلمية باسم رعاية الأمومة والصحة العقلية لمنظمة الصحة العالمية عام 1951، قدم بولبي افتراض أن الرضيع أوالطفل يجب أن يشعر بالدفء والحميمية، ويواصل علاقته بأمه أو بأم بديلة مؤقتة لكي يحصل كل منهما على الاستمتاع والإشباع، لأنه يترتب على عدم تلبية هذه المتطلبات عواقب وخيمة على الصحة العقلية. وقد تم نشر هذه الدراسة باسم رعاية الطفل ونمو الحب للاستهلاك الجمهوري. كانت النظرية الرئيسية مؤثرة ولكنه كان تأثيرًا عكسيًا. في ذلك الوقت، لم يكن هناك قاعدة بيانات تجريبية كافية، ولا يوجد منهج واضح لمثل هذه الاستنتاجات. على الرغم من ذلك، أثارت نظرية بولبي اهتماما يجدر تضمينه في طبيعة العلاقات المبكرة، وأعطى دافعًا قويًا لوجود هيكل عظيم للبحث، كما قالت أينسورث، في منطقة معقدة وصعبة جدًا. إن عمل بولبي وأفلام روبرتسون كانت سببًا في ثورة جذرية في زيارات المشفى التي يقوم بها الآباء، مع توفير ألعاب للأطفال بالمستشفى، مع الاحتياجات التعليمية والاجتماعية واستخدام حجرات نوم داخلية. بمرور الوقت، تم التخلي عن دور الأيتام بفضل زيادة الرعاية أو وجود المنازل التي تأخد شكل العائلات في معظم الدول النامية.

### صياغة النظرية

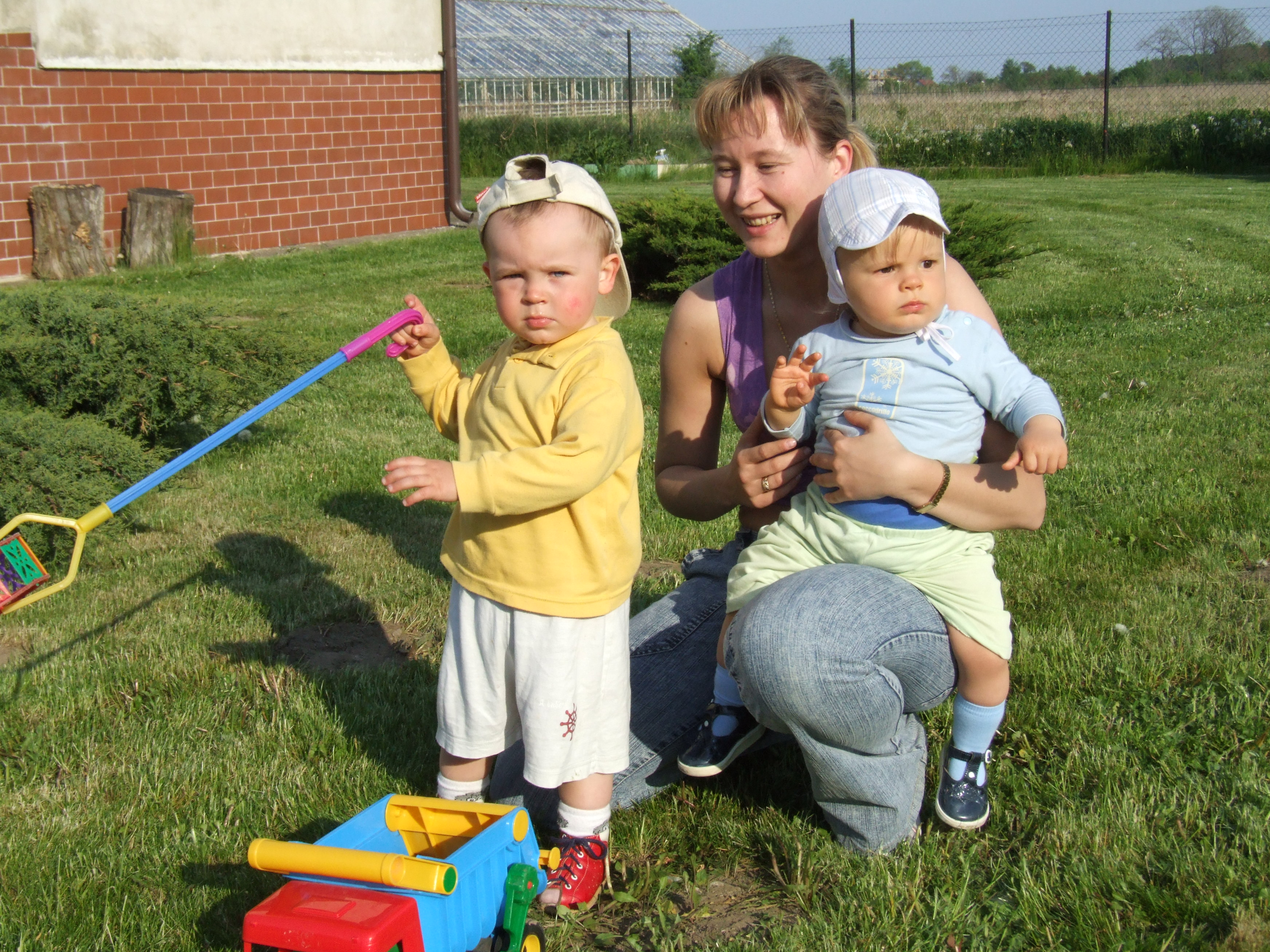
يكون استكشاف الطفل أكبر عندما يتواجد مُقدم الرعاية؛ وفي وجود مُقدم الرعاية يكون نظام التعلق في ارتياح ويشعر بالحرية في الاستكشاف.

بعد نشر رعاية الأمومة والصحة العقلية، سعى بولبي إلى فهم الجديد في مجلات علم الأحياء التطوري، وعلم السلوك الحيواني وعلم النفس التطوري والعلوم الاستعرافية ونظرية الأنظمة. صاغ بولبي نظرية ابتكارية تعتمد على الآليات التي تشكل أساس الرابط العاطفي بين الطفل ومُقدم الرعاية، والتي تنشأ كنتيجة لازدياد الضغط. شرع بولبي في تطوير نظرية للتحفيز والتحكم السلوكي، مبنية على العلوم بدلًا من نموذج الطاقة النفسي لفرويد. ناقش بولبي أنه عن طريق نظرية التعلق، قد قام بتطوير نقصان البيانات والمنهج لربط السبب المزعوم والنتيجة في رعاية الأمومة والصحة العقلية.
بدأ الأصل الرسمي للنظرية مع نشر مقالين في عام 1958، الأول كان لبولبي تحت اسم طبيعة علاقة الأم بطفلها، والذي كان بادرة لمفاهيم التعلق؛ والثاني كان لهاري هارلو باسم طبيعة الحب. اعتمد هارلو على التجارب التي أثبتت أن طفل الريص يبدأ في تكوين علاقة عاطفية مع الأمهات البديلة، التي لا تقدم الطعام، ولا يكون علاقة عاطفية مع الأمهات البديلة، التي تكون مصدرًا للطعام، ولكن بالوقت نفسه تكون أقل تفهمًا وتعاطفًا مع لمسه. تبع مقال بولبي الأول بمقالين آخرين؛ الأول باسم قلق الانفصال، والثاني باسم الحزن والاكتئاب في مرحلتي الرضاعة والطفولة المبكرة في عام 1960. وفي نفس الوقت، كانت ماري أينسورث قد استعانت في إنهاء دراستها الموسعة، التي تعتمد على ملاحظة طبيعة التعلق عند الأطفال في أوغندا، بنظريات بولبي في علم السلوك الحيواني. تم تقديم نظرية التعلق أخيرًا باسم التعلق في عام 1969، كان المجلد الأول من هذه الثلاثية يحمل اسم التعلق والضياع؛ بينما المجلد الثاني باسم قلق الانفصال والغضب والضياع؛ والثالث تحت عنوان الفقدان:الحزن والاكتئاب، واللذين تم نشرها في عامي 1972 و1980 على التوالي. وقد تم مراجعة التعلق في عام 1980، لدمجه في بحث لاحق.
جاءت نظرية التعلق في الوقت الذي كانت تؤكد فيه المرأة على حقوقها في المساواة والاستقلالية، مما أعطى الأم سببًا جديدًا للقلق. وجدير بالذكر أن نظرية التعلق ليست محددة بين الجنسين، إلا أنه قد وُجدت شريحة كبيرة من الأمهات في الثقافة الغربية قد ألقين المسؤولية على رعاية الطفل المبكرة. لذلك تم إلقاء اللوم على الأمهات والمنظمات الاجتماعية التي تركت هذه المشكلة تتفاقم بسبب نقص التنشئة السليمة. وقد تم اتحاد القوى المعارضة لنظرية التعلق حول هذا الموضوع. وانتقد حقوقيين نسويين الافتراض بقدرية التركيب البنيوي، والذي يعتبرونه مضمنًا في افتراضية الحرمان من الأمومة.

#### علم السلوك الحيواني
جذب علم السلوك الحيواني أو ما يُعرف الإيثولوجيا انتباه بولبي أولًا عندما قرأ مسودة كونراد لورنتس عام 1952، على الرغم من أن لورنز كان قد نشر أعمال سابقة، إضافة إلى تأثيرات هامة أخرى تمثلت في عالمي السلوك الحيواني نيكولاس تينبرغن وروبرت هايند، ثم تعاون بولبي مع الأخير. أكد بولبي في عام 1953 أنه «قد حان الوقت لاتحاد مفاهيم التحليل النفسي مع مفاهيم علم السلوك الحيواني، بغية الحصول على نتائح بحثية مثمرة جراء هذا الاتحاد». قام لورنز بدراسة فاحصة لظاهرة التطبع، وهي سمة سلوكية عند بعض الطيور والثدييات، والتي تتضمن سرعة التعلم الإدراكي من قبل الصغار، من نفس النوع أو مثيله. وتأتي بعد الإدراك نية الإتباع.
يكون التعلم ممكن فقط خلال مدى عمري مُحدد معروف بالمرحلة الحرجة. تتضمن مفاهيم بولبي فكرة أن التعلق يشتمل على التعلم من الخبرات خلال فترة عمرية محددة، متأثرة بسلوك البالغين. فهو لم يضف مفهوم البصمة بشكله الشامل للتعلق البشري. على الرغم من أنه أفضل تفسير لسلوك التعلق على أنه غريزي، يشتمل على تأثير الخبرة، مركزًا على استعداد الطفل للتفاعلات الاجتماعية. وبمرور الوقت، اتضح وجود اختلافات أكثر من التشابهات بين نظرية التعلق والبصمة، لذلك سقط التشابه الجزئي بينهما.

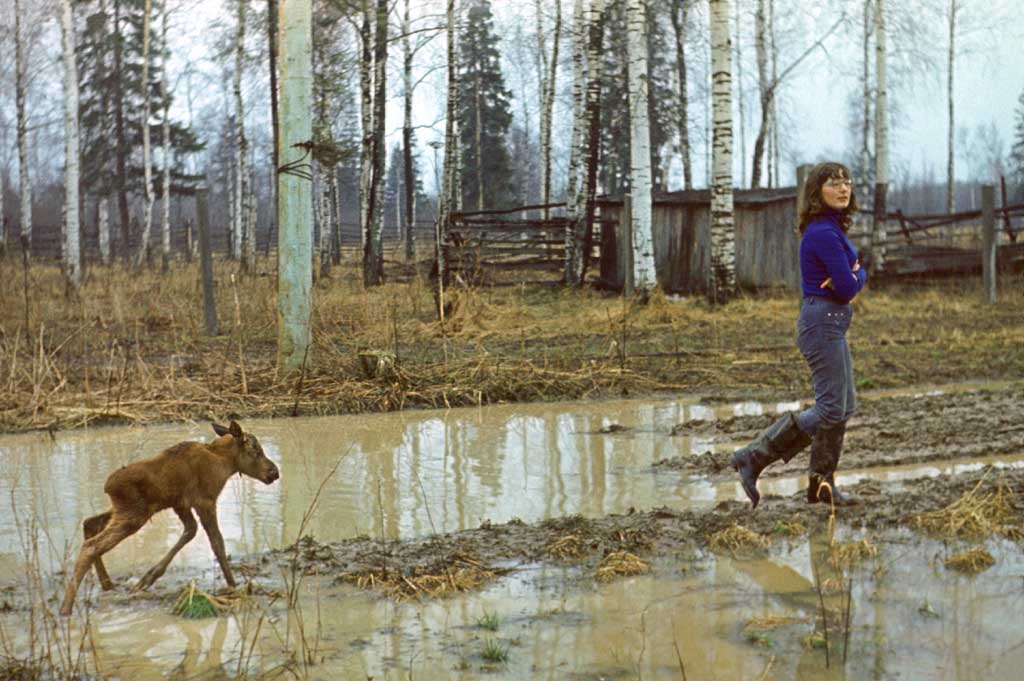
هذا الموظ طور تعلقًا مع مُقدم الرعاية خاصته.

عبر علماء السلوك الحيواني عن بعض التحفظات بالنسبة لملائمة بعض أجزاء البحث، والذي تعتمد عليه نظرية التعلق، خاصة التعميم على البشر من خلال الدراسة على الحيوانات. ناقش شور استخدام بولبي لمفاهيم إيثولوجية قبل عام 1960، معقبًا على أن المفاهيم المستخدمة في نظرية التعلق لا تناسب التغييرات في علم السلوك الحيواني نفسه. وقد حللت ووسعت كتابات علماء السلوك الحيواني وغيرهم في الستينات والسبعينات أنواع السلوك الذي يُستخدم كإشارة للتعلق. وبدورها أضافت الدراسات التي تعتمد على ملاحظة الأطفال الصغار في محيط طبيعي بعض السلوكيات التي تُشير إلى التعلق؛ على سبيل المثال، البقاء في مكان قريب من الأم بدون بذل جهد منها للتواجد بقربه والتقاط أشياء صغيرة، وإحضارها للأم وليس للآخرين. على الرغم من أنه من المفترض أن علماء السلوك الحيواني على توافق مع بولبي، قد طالبوا بمزيد من المعلومات، واعترضوا على كتابات علماء النفس لكون هذا المسمى بالتعلق متواجد أكثر من وفوق مقاييس الملاحظة. اعتبر روبرت هايند أن نظام سلوك التعلق هو تعريف مناسب حيث أنه لا يقدم المشكلات نفسها لأنه يُشير إلى نظم التحكم التي تُعرف العلاقات بين أنواع السلوك المختلف.

#### التحليل النفسي

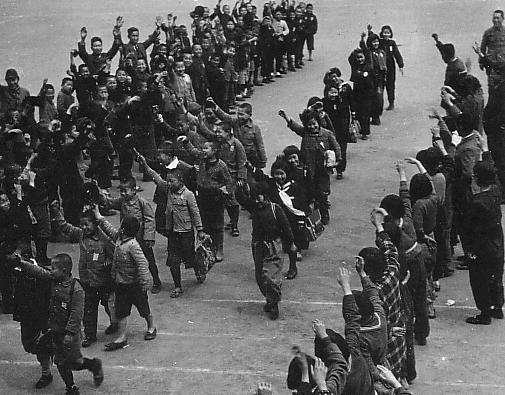
جزء من مدرسة للأطفال باليابان في الحرب العالمية الثانية، مأخوذة من كتاب الطريق إلى الكارثة.

أثرت مبادئ التحليل النفسي على نظرية بولبي في التعلق، وعلى الأخص، الملاحظات التي قامت بها أنا فرويد ودوروثي بارلينجهام على الأطفال الصغار عند انفصالهم عن مُقدمي الرعاية المألوفين خلال الحرب العالمية الثانية. مع ذلك، رفض بولبي بعض التفسيرات التحليلية النفسية لعلاقة الرضيع المبكرة المتضمنة نظرية الدافع، التي تفترض أن الدافع للتعلق ناتج عن إشباع غريزة الجوع والرغبات الجنسية، وقد أسماها نظرية الحب الكاذب الخاصة بالعلاقات. وفشلت هذه النظرية في إظهار رؤية التعلق كرابط نفسي لصالحها بدلًا من كونها غريزة ناتجة عن دافع الجوع أو الجنس. واعتمادًا على أفكار بدائية من التعلق والداروينية الجديدة، عرف بولبي ما رآه بأنه عيوب أساسية في منهج التحليل النفسي.
كانت أول العناصر هي الشرح باستفاضة عن الأخطار الداخلية بدلًا من شرح التهديد الخارجي؛ ثانيًا الاعتقاد بأن الشخصية تتطور عن طريق مراحل خطية مع التراجع عند نقاط معينة اعتبارًا للضغط النفسي. عوضًا عن ذلك، اقترح إمكانية وجود عدة خطوط للتنمية، والتي تكون الحصيلة التي يتعمد عليها التفاعل بين النظام والبيئة. وعلى الرغم من أن تطوير الطفل له نزعة طبيعية في تكوين التعلق، فإن طبيعة هذه التعلقات تعتمد على البيئة التي يتعرض لها الطفل.
ظهر انتقاد للنظرية يناقش التطور المبكر لنظرية التعلق وفقر انسجامها مع فروع التحليل النفسي المختلفة. وكانت قرارات بولبي قد جعلته فريسة سهل الانتقاد من مفكرين متمكنين يبحثون في المشاكل نفسها. ولذلك نُبذ بولبي بشدة من مجتمع التحليل النفسي.

#### نموذج العمل الداخلي
استعار بولبي مفهوم نموذج العمل الداخلي في العلاقات الاجتماعية من أعمال الفيلسوف كينث كريك. سجل كريك قدرة العقل التكيفية في توقع وقوع الأحداث، وركز على قيمة البقاء والانتخاب الطبيعي التي تؤثر على هذه القدرة. ويحدث التوقع عندما يستخدم نموذج القياس الصغير الذي يحتوي على أحداث مخزنة في العقل، والذي يستخدم في مواجهة البيئة الخارجية والأفعال الفردية. ويسمح هذا النموذج للشخص بتجربة البدائل ذهنيًا باستخدام معرفة الماضى في الاستجابة للحاضر والمستقبل. وفي نفس الوقت تقريبًا، طبق بولبي أفكار كريك في التعلق، كما طبقها علماء نفس آخرين على معرفة وإدراك البالغين.

#### علم التحكم أو السِبرانية
تطورت نظرية النظم المرئية أو ما يُعرف بالسِبرانية، خلال الثلاثينات والأربعينات، والتي أثرت في تفكير بولبي. يرى بولبي أن حاجة الطفل إلى البقاء بقرب رمز التعلق ما هو إلا أداة للتوازن مع الحاجة إلى الاستكشاف. وقارن بولبي هذه العملية مع التوازن النفسي والتي عن طريقها، على سبيل المثال، يُمكن الحفاظ على ثبات ضغط الدم في حدود معينة. ويُغير الطفل هذه المسافة عندما يتغير توازن احتياجات الطفل. على سبيل المثال، عند وصول شخص غريب، أو جرح ما، ربما تجعل الطفل يكتشف المسافة، فيسعى للقرب. إن هدف الطفل ليس مُقدم الرعاية لكنها حالة؛ وهي الحفاظ على المسافة المرجوة من مُقدم الرعاية معتمدًا على الظروف المحيطة.

#### التطور المعرفي
أثار اعتماد بولبي على نظرية جان بياجيه في التطور المعرفي تساؤلات عن بقاء الشيء أو القدرة على تذكر الأشياء على الرغم من غيابها مؤقتًا في سلوكيات التعلق المبكر. إن قدرة الطفل على معرفة الغرباء ورد فعله على غياب الأم بدا وكأنه يحدث في شهور مبكرة عما اقترحه بياجيه، وقد يحتمل حدوثة معرفيًا. وقد سُجل أن فهم الصورة الذهنية قد تحسن كثيرًا منذ أن قدم بولبي آراءه، والتي كانت أكثر تحديدًا من النظريات التي ظهرت في وقته.

#### السلوكية
في عام 1991، ناقش جيروتز كيفية تعزيز الأم والطفل لبعضهما إيجابيًا من خلال الاهتمام الإيجابي المشترك بينهما، وبذلك يتعلمون البقاء معًا، وربما يفترض هذا التفسير غير الضروري أن الصفات الفطرية للبشر تعزز التعلق. ترى نظرية التعلم أو ما يُعرف بالسلوكية أن التعلق هو أحد توابع الاعتمادية بالتساوي في كون التعلق مجرد استجابة لتلميحات مُقدم الرعاية. يرى علماء السلوك أن سلوك البكاء هو نشاط عشوائي لا يعني شيء حتى تشجعه استجابة مُقدم الرعاية. يفترض السلوكيون أن الاستجابات المتكررة ربما تُنتج زيادة في البكاء. وبالنسبة لواضعي نظرية التعلق، فإن البكاء ما هو إلا سلوك تعلق ملازم للولادة، ويجب الاستجابة له إذا قام به الطفل للمحافظة على تنمية الأمان العاطفي لديه. وبدورها تُنتج الاستجابات الواعية الأمان الذي يقوي الاستقلالية، ويتضح ذلك في التقليل من البكاء. ودعمت أبحاث أينسورث في بالتيمور وجهات نظر واضعي النظرية.
يرفض علماء السلوك هذا التفسير كليًا، ولذلك استخدموا مقاييس مختلفة للتحليل، فهم يعتقدون أن السلوكيات كاحتجاج الطفل على الانفصال تنتج عن تأثيرات خبرات التعلم. عندما يتم توجيه الأم بتجاهل بكاء الطفل، وبأن تستجيب فقط لنداء الطفل للعب، يكف الطفل عن البكاء والاحتجاج وينهمك في سلوك اللعب. فيما ينتج قلق الانفصال من خلال تفاعلات يراها العلماء على أنها سلوكيات متعلمة تنتج عن قصور في التفاعل مع المواقف الطارئة. ويحدث مثل هذا القصور في التفاعل عن طريق التردد من جانب الأم، والذي يفقد تأثيره فيما بعد في كونه تفاعل مؤثر. يرى علماء السلوكيات التعلق كظاهرة نظامية أكثر من كونها استعدادًا بيولوجيًا. عرضت مجموعة باترسون أن في بيئات غير محددة أنه ربما يتسبب النقص في التعرض لعلاقات طارئة في التعلق والحساسة تجاه مثل هذه العلاقات. وفي العقود الأخيرة، طرح علماء السلوكيات نماذج من التعلق تعتمد على أهمية العلاقات العارضة. وقد تلقت هذه النماذج السلوكية التحليلية بعض الدعم من البحث، ومن وجهات نظر ما وراء التحليلية.

#### تطورات
خلال تطور وضع نظرية التعلق، ظهر نقدٌ لدعم البحث التجريبي للنظرية، وتم افتراض تفسيرات محتملة بديلة لنتائج البحث التجريبي. وبالمثل تم رفض افتراض تفسيرات بولبي لمعلومات جيمس روبرتسون من قبل الباحث الذي قدم تقريرًا عن 13 طفلًا مُعتنى بهم بطريقة مثالية بدلًا من المؤسسات العامة عند الانفصال عن أمهاتهم. اعترف بولبي في مجلده الثاني من الثلاثية الانفصال أن دراسة روبرتسون قد ساعدته في تعديل وجهات نظره عن تأثير نتائج الصدمة عند الانفصال، والتي أضافت ثقلًا في تأثير الرعاية التي تتطلب المهارة من بديل مألوف. في عام 1984، اعتمد سكيوز في نقده لعمل آنا فرويد على أطفال من معسكر اعتقال بتيريزينشتات، والذين يبدو أنهم قد نموا نموًا طبيعيًا نسبيًا، على الرغم من الحرمان الشديد الذي تعرضوا له في السنوات المبكرة. وختمه بتوقع مميز للأطفال اعتمادًا على هذه الخلفية، وهذا إذا لم تتواجد عوامل خطر بيولوجي.
جادل بولبي بأن الرضع مخلوقات اجتماعية، وأنهم العامل الأساسي في خلق علاقات مع الآباء، والتي تأخذ بعض الوقت لتقبلها. كما شرحت أينسورث أهمية وأسبقية التناغم الأمومي في التطور النفسي، وقد ناقش هذه النقطة أيضًا دونالد وينيكوت. وفي السبعينات، قام دانيال ستيرن ببحث على مفهوم التناغم بين الرضع ومُقدمي الرعاية باستخدام التحليل الجزئي لدليل مسجل فيديو. ووضح هذا البحث أهمية فهم التعقيدات في تفاعلات الطفل مع مُقدم الرعاية كجزء متمم للتنمية العاطفية والاجتماعية. وفي السبعينات، ظهرت مشاكل عدة بسبب النظر إلى التعلق على أنه سمة متأصلة في الفرد، أكثر من كونها نوع من السلوك الذي يتميز بوظيفته المنتظمة ونتائجه أيضًا، والتي قادت بعض الكتاب إلى الاستنتاج بأن سلوكيات التعلق يُمكن فهمها من خلال وظيفتها في حياة الطفل. ترى تلك الطريقة مفهوم القاعدة الآمنة على أنه مركز نظرية التعلق ومنطقيته وترابطه، ويُصنفها كمنشأ تنظيمي. وتبع هذه المناقشة، فحص المفهوم الذي يعتقد بأن التعلق يُمكن التعبير عنه على نحو متطابق عند كل البشر باختلاف الثقافات. أظهر البحث أن الاعتقاد بأن هناك اختلافات ثقافية يُمكن أن تضمن وجود الثلاثة أنماط الأساسية وهي الآمن والانطوائي والمشوش في كل ثقافة، والتي يُمكن أن يقوم على أساسها دراسات عدة. ووُجد اختيار النمط الآمن في أغلب الأطفال في مختلف الثقافات التي تمت دراستها. وهذا بدوره يتبع الحقيقة التي تقول أن نظرية التعلق تدعم الأطفال للتكيف مع التغيرات البيئية التي تحدث مع اختيار إستراتيجيات السلوكيات الأفضل. تبين كيفية التعبير عن التعلق الاختلافات الثقافية التي تحتاج إلى التأكد منها قبل إجراء الدراسات؛ على سبيل المثال، يحيي أطفال جوسي بالمصافحة بدلَا من العناق. ينتظر ويسعى أطفال جوسي المتعلقين بأمان إلى هذا التعلق. هناك أيضَا اختلافات في تصنيف الأنماط غير الآمنة، والتي تعتمد على اختلافات ثقافية في ممارسة تربية الطفل.
جاء التحدي الأكبر لمفهوم العالمية في نظرية التعلق من خلال الدراسات التي أجريت في اليابان، حيث يلعب مفهوم تشريح التبعية دورًا كبيرًا في وصف العلاقات الأسرية. قامت مناقشات حول ملائمة استخدام إجراء الموقف الغريب حيث يتم اختبار تشريح التبعية. يميل البحث الأساسي إلى قبول افتراض عالمية نظرية التعلق. كشفت الدراسة التي أجريت في سابورو في اليابان عام 2007 أن تصنيف التعلق ينسجم مع معايير عالمية باستخدام نظام النقاط للأعوام الست لمين وكاسيدي في تصنيفات التعلق.
اهتم النقاد في التسعينات عمومًا مثل جوديث ريتش هاريس وستيفن بينكر وجيروم كاجان بمفهوم حتمية الطفولة، والتي تؤول إلى أن الطبيعة تقابل التربية، وركزوا على آثار الخبرات التالية على الشخصية. وبناءً على عمل ستيلا تشيس على موضوع المزاج، رفض كاجان تقريبًا كل افتراض اعتمد عليه علم أسباب الأمراض بنظرية التعلق؛ وناقش أن الوراثة هي أكثر أهمية من التأثيرات المكتسبة من البيئة المبكرة. وعلى سبيل المثال، لا يُظهر الطفل المتأصل فيه طبع الحساسية الشديدة الاستجابات الحساسة من مُقدم الرعاية. أنتجت المناظرة بحثًا هامًا، وحللت المعلومات المؤكدة عن تزايد أعداد الدراسات الطولية. لم يؤيد البحث التالي حجة كاجان، بل أكد بوضوح أن سلوك مُقدم الرعاية هو المحدد لنوع التعلق، وأردف قائلًا أنه كيفما عبر الطفل عن تعلقه قد يختلف هذا التعبير عن طباعه المتأصلة فيه. وعرض هاريس وبينكر فكرة أن تأثير الوالدين على الطفل مبالغ فيه كثيرًا، وناقشوا أن فكرة الاجتماعية تحدث بشكل أولي من خلال جماعات الأقران. واختتمها هـ. رادولف شافر قائلًا أن الوالدين والأقران لهم وظائف مختلفة، تتمركز في إشباع دور الغرائز في تنمية الطفل.

## تطورات حديثة
حينما تأثر بولبي بآراء بياجته في تفكير الأطفال، استعان دارسو التعلق الحديث بآراء من الأدب المعاصر في المعرفة الضمنية ونظرية العقل وذاكرة السير ذاتية والأفكار الاجتماعية. حاول علماء التحليل النفسي وعلم النفس بيتر فوناجي وماري تارجت إحضار نظرية التعلق ونظرية التحليل النفسي في علاقة مقربة من خلال علم بحثي عُرف بالذهنية أو النظرية الذهنية، التي تم تعريفها على أنها قدرة البشر على التخمين والتركيز على الأفكار والمشاعر والدوافع التي تكمن خلف السلوكيات، وما إذا كانت متشابهة مع تعبيرات الوجه. ربما يفتح هذا الاتصال بين النظرية الذهنية ونموذج العمل الداخلي مجالات جديدة للدراسة تقود إلى تغيرات في نظرية التعلق. منذ أواخر الثمانينات، كان هناك منهج تطويري بين نظرية التعلق والتحليل النفسي اعتمد على أرضية مشتركة طورها علماء وباحثو التعلق والتغيير، فيما اعتبره علماء التحليل النفسي مركزًا للتحليل النفسي. أصبحت نماذج العلاقات المفردة التي تشرح الحاجة الملحة إلى وجود علاقة هي المسيطرة والأكثر ترابطًا لتطوير اتفاقية تقر فيه مدرسة التحليل النفسي بأهمية تطور الطفل في سياق العلاقات والصور الداخلية. أقرت التحليلية النفسية الطبيعة الرسمية للطفل في البيئة المبكرة شمولًا بصدمة الطفولة. واستهدف التحليل النفسي استكشاف نظام التعلق ومصاحبة المنهج التحليلي الذين بزغا معًا مع إدراك الاحتياج إلى مقياس لقياس نتائج التغيرات الطارئة.
كان أحد تركيزات بحث التعلق هو المعوقات التي تواجه الأطفال الذين كان تعلقهم ضعيف المستوى، متضمنًا هؤلاء الذين ليس لديهم رعاية أبوية. كان الاهتمام بآثار رعاية الطفل شديدًا خلال الفترة المسماة حروب الرعاية النهارية في أواخر القرن العشرين. وكنتيجة عكسية لذلك، أصبح تدريب محترفي رعاية الطفل يؤكد على قضايا التعلق، ويتضمن الحاجة إلى بناء علاقة عن طريق ملاحظة طفل ما مع مُقدم رعاية معين. بالرغم من أن نوعية البيئات العالية في رعاية الطفل أقرب إلى تدعيم هذا البحث، إلا أن كثير من الأطفال خلال فترة الرعاية يستقبل التعلق بطريقة حميمة أكثر من ذى قبل. ووُجدت منطقة هامة للبحث والتنمية وهي الصلة بين مشاكل أنماط التعلق، خاصة التعلق غير المنتظم؛ والخطر الناجم عن علم نفس الأمراض، السيكوباثولوجي؛ ثم جاء منظور التأثير على تنمية الطفل الذي يُقلل أو لا يُعطي فرصة لتشكيل أي تعلقات خلال السنوات الأولى المبكرة. وسمحت التجربة الطبيعية بقيام دراسة موسعة عن قضايا التعلق، وتابع الباحثون الآلاف من الأيتام الرومان الذين تبنتهم عائلات غربية بعد انتهاء عصر نيكولاي تشاوتشيسكو. وتابع فريق دراسة التبني الروماني والإنجليزي بقيادة ميتشل روتر بعض الأطفال خلال مراهقتهم، في محاولة لحل غموض آثار التعلق الناقص، وتم ربط موضوعات التنبؤ بالعلاقات والمشاكل الحديثة والموضوعات الطبية مع حياتهم المبكرة. وأظهرت الدراسات التي درست هذه التبنيات، التي كانت بداياتها صادمة، سببًا يدعو للتفاؤل، حيث أن كثير من الأطفال كانوا قد تحسنوا إلى حد ما. وسجل الباحثون أن الانفصال عن الأشخاص المألوفين هو واحد من أهم العوامل التي تساعد على معرفة نوعية التحسن. على الرغم من وجود نسب عالية من أنماط مطابقة لأنماط التعلق غير الآمنة مقارنة بالمولودين في بيئتهم الأصلية، والذين تم تبنيهم مبكرًا، أظهرت النتائج أن نسبة 70% من الذين تم تبنيهم في سن كبيرة لا تُعاني ولا تُظهر اضطرابات حادة في سلوكيات التعلق.
يعتبر الكتاب التعلق على أنه ليس من ضمن الثقافات الغربية، حيث أنهم ناقشوا العلاقة بين نظرية التعلق عند العائلة الغربية وخصائص أنماط رعاية الطفل في وقت بولبي. وباختلاف خبرات الرعاية عند الطفل تختلف أيضًا الخبرات المتعلقة بالتعلق. على سبيل المثال، عند تغير منظور رؤية الأنثى حال ممارستها للجنس، زادت أعداد الأطفال الذين يعيشون مع أمهات غير متزوجات أو تتم رعايتهم خارج المنزل، بينما الأم في عملها. وصعب التغير الاجتماعي منظور تبني الأطفال في بلدانهم. وسُجلت زيادة في تبني الأطفال الأكبر سنًا من دول العالم الثالث. زاد عدد التبنيات وولادة أزواج من نفس الجنس، واكتسبت حماية قانونية في فترة حياة بولبي. وتمت إثارة هذه القضايا لتوضيح أن النموذج الوصفي التكاملي الثنائي لنظرية التعلق لم يتمكن من التعامل مع تعقيد التجارب الحياتية الاجتماعية، حيث أن حديثي الولادة، في أغلب الأحوال، لديهم علاقات متعددة داخل الأسرة وفي البيئة التي تقدم لهم الرعاية. واقترحت أن هذه العلاقات يؤثر بعضها في بعض بالتبادل، على الأقل في العلاقة بالأسرة.
تم استخدام مبادئ نظرية التعلق لشرح السلوكيات الاجتماعية للبالغ، والتي تشمل الصداقة والهيمنة الاجتماعية واتحادات المجموعات والمفاوضات التبادلية والعدالة. واستخدمت هذه الشروح لتصميم تدريب رعاية الوالدين، ونجحت خاصة في تصميم برامج الحماية من سوء معاملة الطفل.

## الطبيعة البيولوجية للتعلق
تفترض نظرية التعلق أن جودة تقديم الرعاية من خلال مُقدم رعاية واحد على الأقل هو مفتاح لأمن أو عدم أمن التعلق. بالإضافة إلى الدراسات طويلة المدى، هناك بحث في علم النفس الفسيولوجي يبحث في الطبيعة البيولوجية للتعلق. بدأ البحث ليشمل الجينات السلوكية ومفاهيم الطبع، وبشكل عام، يُعد كل من الطبع والتعلق مجلات تطورية منفصلة، وتشترك بعض العوامل بينهما في تقديم مجال شخصي ومجال داخل الشخص نفسه. ربما تحمل بعض أنواع الطباع تطورًا لبعض الأشخاص سريعي التأثر بالضغط ضد العلاقات غير الودية مع مُقدمي الرعاية في السنوات المبكرة. ويُصبح بعض الأطفال، في غياب مُقدمي الرعاية المستجيبين، معرضين بصفة خاصة لتطور اضطرابات التعلق.
في أبحاث نفسية فسيولوجية أجريت على التعلق، استجابت المنطقتان الرئيستان اللاتي تمت الدراسة عليهن بالجهاز العصبي الذاتي بردود فعل لا إرادية مثل سرعة القلب أو التنفس، وأنشطة محور وطائي-نخامي-كظري. وتم قياس استجابات الأطفال النفسية خلال إجراء الموقف الغريب من خلال متابعة اختلافات شخصية في طبع الطفل ومدى تفاعل التعلق كوسيط. هناك دليل على أن نوعية تقديم الرعاية تشكل تطور الأنظمة العصبية التي تنظم الضغط.
إضافة إلى ذلك، تلعب عوامل الجينات الوراثية دورًا مؤثرًا في تشكيل التعلق، على سبيل المثال، تم ربط أحد أنماط تعدد أشكال جين مستقبل الدوبامين D2R بالتعلق القلق؛ وفي مثال آخر، تم الربط بين الجين المسؤول عن مستقبل السيروتونين 5HT2A بالتعلق الانطوائي. ويوضح هذا أن تأثير رعاية الأم على أمن التعلق ليس واحدًا عند كل الأطفال. والأساس النظري لذلك، أنه من المنطقي بيولوجيًا أن تتفاوت الأطفال في قابليتها لتأثير التنشئة.

## التطبيق العملي
نظرية التعلق شأنها شأن نظرية التطور الاجتماعي العاطفي لها تضمينات وتطبيقات عملية في السياسة الاجتماعية، وقرارات متعلقة بالرعاية والرفاهية للأطفال والصحة الذهنية.

### سياسات رعاية الطفل
تعتبر السياسات الاجتماعية رعاية الطفل هي القوة الدافعة لتطوير بولبي لنظرية التعلق. وتكمن صعوبة الأمر في تطبيق مفاهيم التعلق على السياسة وممارستها، وذلك لأن النظرية تشرح أهمية استمرارية وحساسية علاقات تقديم الرعاية بدلًا من المنهج السلوكي في تحفيز وتقوية سلوكيات الطفل. في عام 2008، أعلن تشارلز زينه C.H. Zeanah وزملاؤه «أن دعم علاقات الآباء بالأطفال المبكرة هو هدف بارز لممارسي الصحة الذهنية، مزودي خدمة المجتمع وصانعي السياسات (...). أنتجت نظرية التعلق والبحث نتائج هامة تهتم بالتطور المبكر للطفل ودعم خلق برامج جديدة لتشجيع علاقات الآباء بالأطفال المبكرة».
تاريخيًا، تُعد نظرية التعلق ذات سياسة ضمنية هامة للأطفال في المستشفيات والمؤسسات، وهؤلاء الذين يعيشون النقص في جودة الرعاية اليومية. ظل الجدل قائمًا ما إذا كانت الرعاية اللا أمومية، خاصة في الأماكن التي بها تجمعات، لها آثار رجعية على التطور الاجتماعي. ووضح البحث أن جودة الرعاية السيئة تحمل الأخطار، ولكن هؤلاء الذين جربوا رعاية بديلة ذات جودة عالية يواجهون الأخطار ببراعة، على الرغم من صعوبة رفع النوعية الجيدة للرعاية الفردية في إطار المجموعات.
نظرية التعلق لها تضمينات في السكن ومجالات الاتصال، وتطبيقات التربية للوالدين والأطفال الذين تم تبنيهم. في الماضي، وتحديدًا في شمال أمريكا، كان علم النفس التحليلي هو الإطار النظري الأساسي. وبازدياد تأثير نظرية التعلق، استطاعت أن تحل محل علم النفس التحليلي، حيث أنها تركز على كم وكيف علاقة مُقدم الرعاية بدلًا من الرفاهية المادية أو إعطاء أولوية تلقائية لأي من الأطراف، مثل الأم الأصلية. مع ذلك، تحبذ المناقشات إما أن يكون الطفل متعلقًا أومرتبطًا بالبالغين بدلًا من نوعية التعلق. منذ عام 1980، تحولت محاكم الأسرة إلى معرفة التعقيدات في علاقات التعلق، حيث يميل الطفل إلى وجود علاقات تدعم الأمان مع كلا الوالدين وعادة مع الأجداد وأقارب آخرين. تحتاج الأحكام إلى أخذ هذا في الاعتبار إلى جانب تأثير الأسرة المتبنية. تحسم نظرية التعلق بوضوح أهمية العلاقات الاجتماعية غير الثابتة بدلًا من المفاهيم الثابتة.
توجه نظرية التعلق القرارات في الخدمات الاجتماعية والعمليات القضائية في الرعاية بالتبني. تُؤخذ احتياجات الطفل في الاعتبار، ويمكن للنظرية أن تساعد في معرفة مستوى الخطر الذي تتسبب به اختيارات الوضعيات. في بيئة التبني، يتم التحول من التبنيات المنغلقة إلى المنفتحة، ويتوقع أهمية البحث عن الآباء البيولوجيين وفقًا لنظرية التعلق. وقد تأثر الكثير من الباحثين بها.

### الممارسة السريرية على الأطفال
بالرغم من أن نظرية التعلق أصبحت نظرية علمية أساسية في التطور الاجتماعي العاطفي مع أحد أوسع وأعمق خطوط البحث في علم النفس الحديث، كان استخدامها، إلى حد قريب، قليلًا في الممارسة السريرية من تلك النظريات التي لم تنل إلى القليل من الدعم التجريبي. ربما يرجع ذلك جزئيًا إلى قلة انتباه بولبي نفسه للتطبيق العملي من جانب، ومن جانب آخر، بسبب المعنى الموسع لكلمة التعلق المستخدم بين الممارسين. وربما يكون أيضًا بسبب الربط الخاطئ لنظرية التعلق بتدخلات العلم الزائف، التي عُرفت خطأً بعلاج التعلق.

#### الوقاية والعلاج
في عام 1986، نشر بولبي سلسلة من المحاضرات تُشير إلى إمكانية استخدام نظرية التعلق والبحث في فهم وعلاج الطفل واضطرابات الأسرة. كان تركيزه منصبًا على تغيير نموذج العمل الداخلي عند الوالدين وسلوكهم وعلاقاتهم بالتدخل العلاجي. أدى تطور البحث إلى ظهور عدد من العلاجات والوقاية الشخصية والبرامج المتداخلة. يتطور مجال عملهم من خلال العلاج الشخصي لبرامج الصحة العامة للتدخلات المصممة للمتبنيين. بالنسبة للرضع والأطفال الصغار، يكون التركيز على رفع استجابة وحساسية مُقدم الرعاية، أو إذا كان ذلك غير ممكن، يتم وضع الطفل مع مُقدم رعاية مختلف. يتم تضمين تقييم حالة التعلق أو استجابات مُقدم الرعاية، نتيجة إلى كون التعلق عملية ذات اتجاهين تتضمن سلوكيات التعلق واستجابات مُقدم الرعاية. وتم تصميم بعض البرامج لتعزيز التدخلات الرامية للمتبنيين كنتيجة إلى عدم استجابات مُقدم الرعاية بطريقة سليمة وفقًا لسلوكيات التعلق عند الرضع أو الأطفال الذين يواجهون صعوبة في تفعيلها.

#### اضطراب التعلق التفاعلي
يُعد اضطراب التعلق التفاعلي هو أحد أنماط التعلق المضطربة الحقيقية وتشخيصًا نفسيًا مُعترف به وفقًا لما جاء بالدليل التشخيصي والإحصائي للاضطرابات النفسية والمراجعة العاشرة للتصنيف الدولي للأمراض. السمة الرئيسية في اضطراب التعلق التفاعلي هي العلاقات الاجتماعية غير الملائمة والمضطربة بشكل ملحوظ في معظم السياقات، التي تبدأ قبل سن الخامسة، والتي تم ربطها الرعاية المرضية الإجمالية. وهناك فرعان له، الأول يعكس نمط تعلق غير مثبط؛ والثاني نمط مثبط. وهذا ليس وصفًا لأنواع التعلق غير الآمن، لكن ربما تكون جدلية، في المقابل، هي توضح نقص في سلوك التعلق الخاص بالسن، والتي تعادل الاضطراب السريري.
بينما يأتي اضطراب التعلق، وهو مفهوم غامض، للإشارة إلى اضطراب التعلق التفاعلي أو إلى أنواع التعلق الجدلية غير الآمنة، إلا أنها لا تعتبر اضطرابات سريرية. أيضًا، يُمكن استخدامها للإشارة إلى نظام التصنيف الجديد المقترح من منظري هذا المجال، ويستخدم ضمن علاج التعلق من منظور تشخيصي. وتبين أن واحدة من التصنيفات الجديدة المقترحة، وهي اضطراب القاعدة الآمنة، ترتبط مع الصدمة النفسية لمُقدم الرعاية. وعلى الرغم من أن مفهوم اضطراب التعلق التفاعلي تم تطبيقه عام 2014 على نطاق واسع لفهم الاضطرابات السلوكية التي تحدث خارج معايير الدليل التشخيصي والإحصائي للاضطرابات النفسية والتصنيف الدولي للأمراض، ويُعتقد بشكل عام في الويب، وفيما يتعلق بعلاج التعلق العلمي الزائف، عن اضطراب التعلق التفاعلي، الذي يعتبره العلماء أمر نادر الحدوث.

#### الممارسة السريرية على الأسر والبالغين
مثلما تقدم نظرية التعلق رؤية واسعة وبعيدة المدى عن الأداء البشري، يمكنها أيضًا إثراء فهم المعالج العلاج لمرضاه، فضلًا عن العلاقة العلاجية بدلًا من إتباع شكل معين من أشكال العلاج. اعتمد علاج البالغين، على أساس التحليل النفسي، على وجود علاقة بين التحليل النفسي العلائقي ومناهج أخرى، إضافة إلى دمج نظرية التعلق مع أنماطها. في العقد الأول من القرن 21، تم دمج المفاهيم الأساسية للتعلق ضمن النماذج الموجودة في العلاج السلوكي المزدوج، والعلاج العائلي متعدد الأبعاد والعلاج الأسري. وتطورت المداخلات التي ركزت على التعلق مثل العلاج العائلي والعلاج العاطفي المُعتمد على التعلق.
أنشأت نظرية التعلق والبحث قواعد لتطوير فهم النظرية الذهنية أو الوظيفة المنعكسة ووجودها وغيابها أو تشويه علم نفس الأمراض. ويمكن أن يلعب عدم ثبات أنماط التعلق عند الفرد وقدرته على التعافي الذهني دورًا حاسمًا في القدرة على العلاج.